# 隅田川

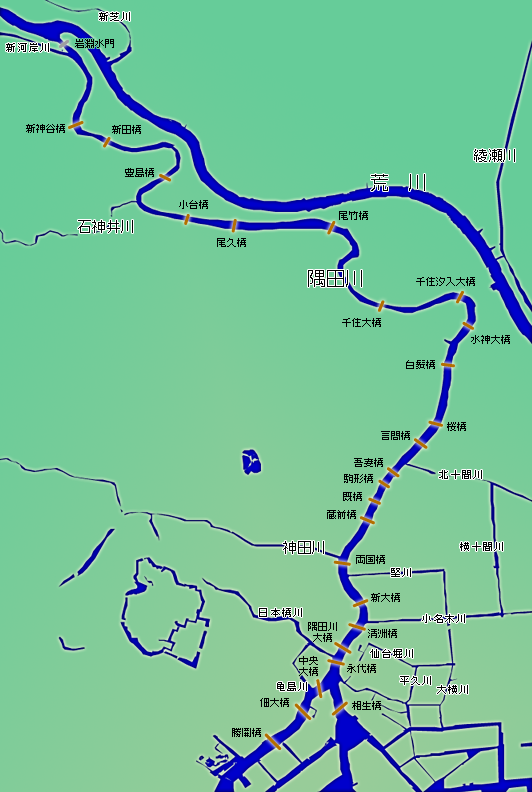
隅田川流域図

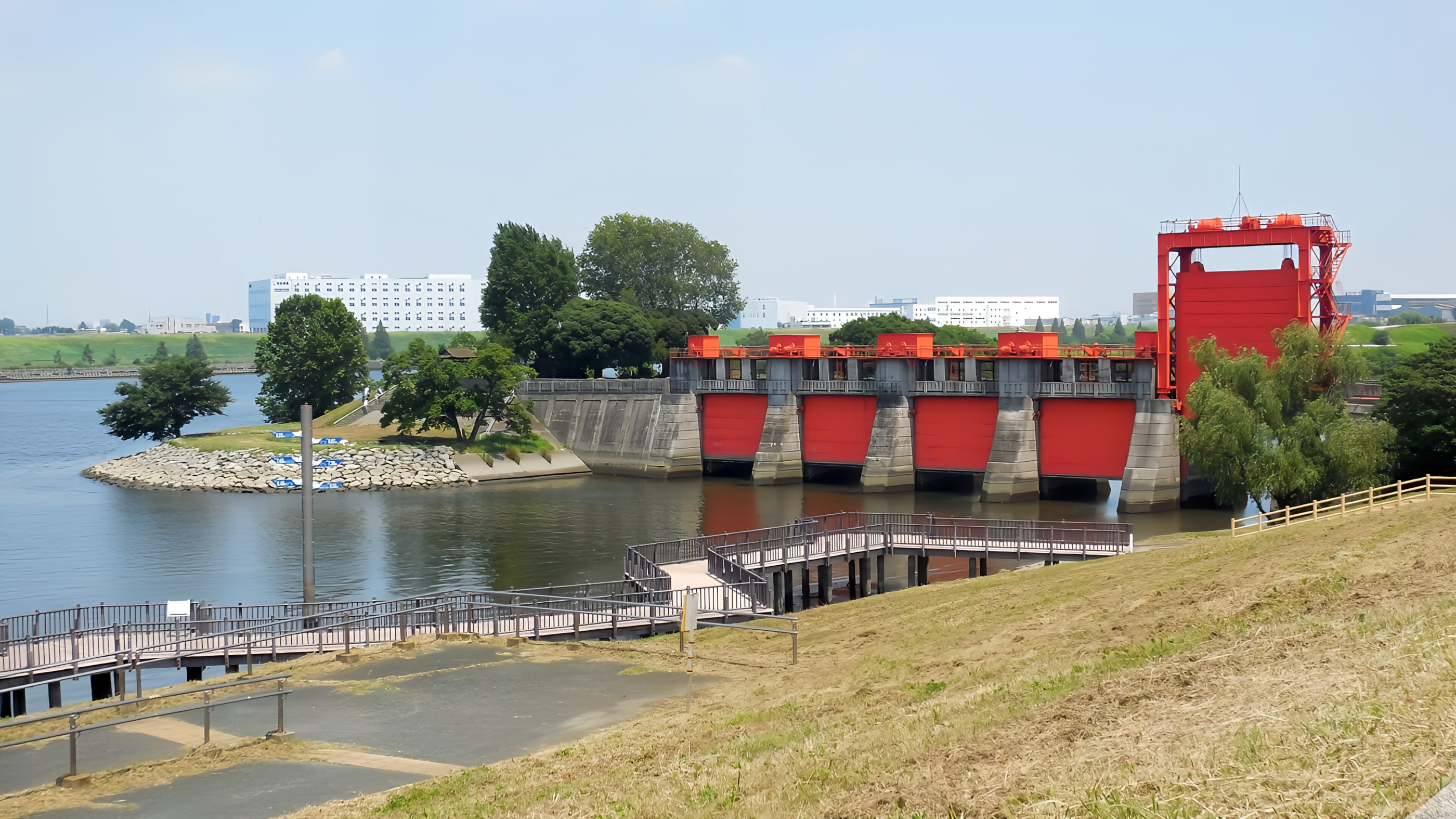
隅田川の始点（荒川との分岐点となる岩淵水門周辺）

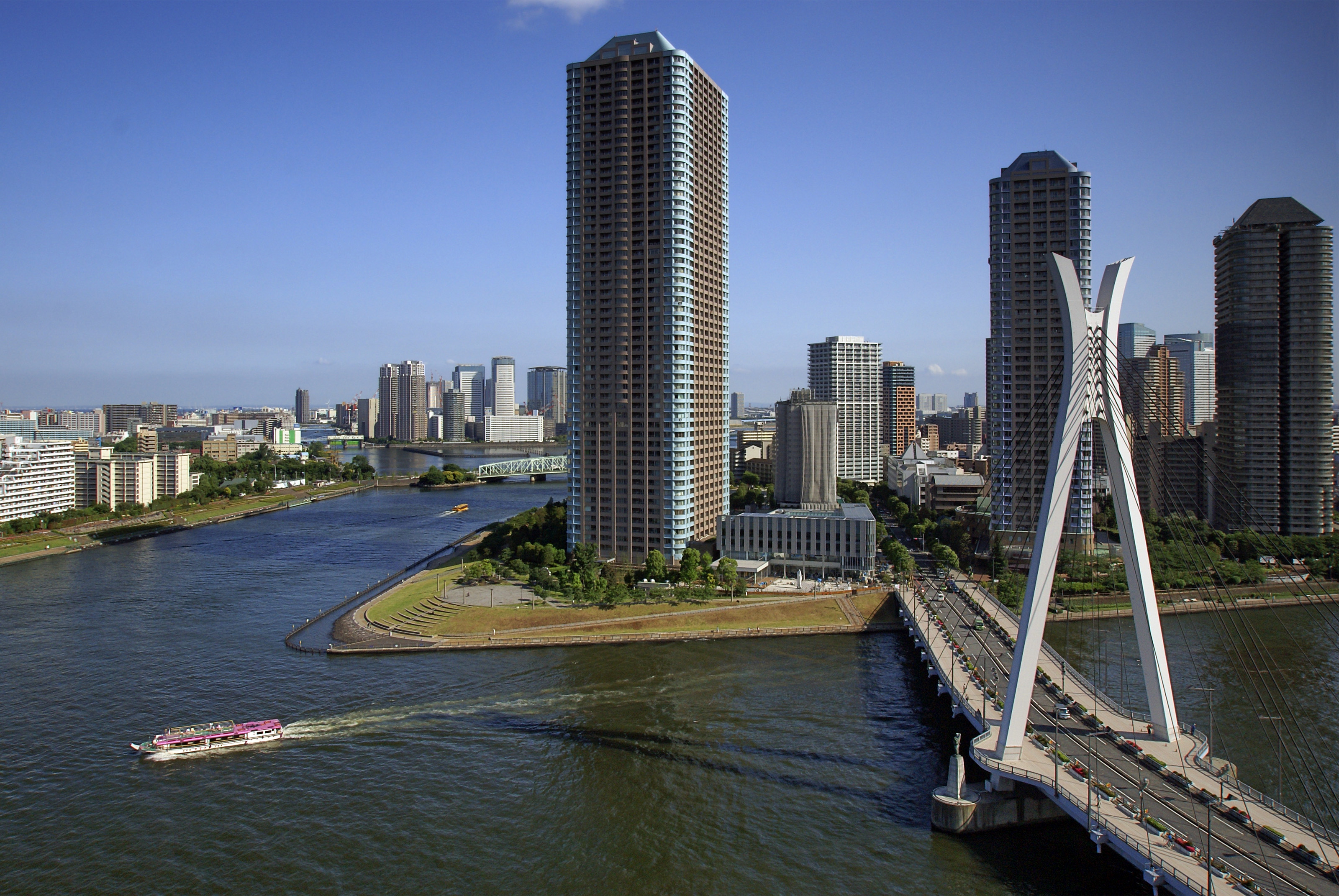
晴海運河との分岐点である大川端（隅田川は手前）

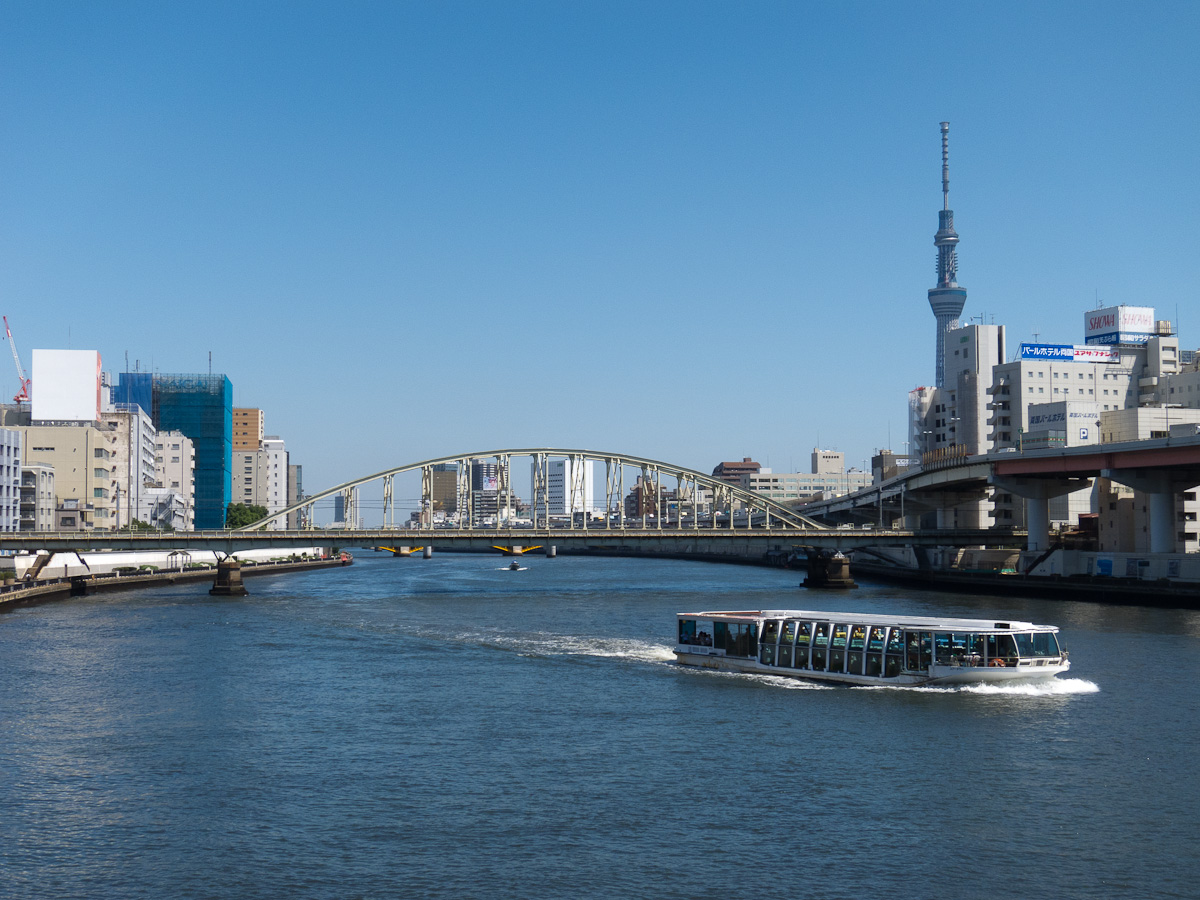
両国橋より上流を望む

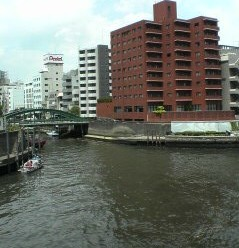
隅田川に注ぐ神田川

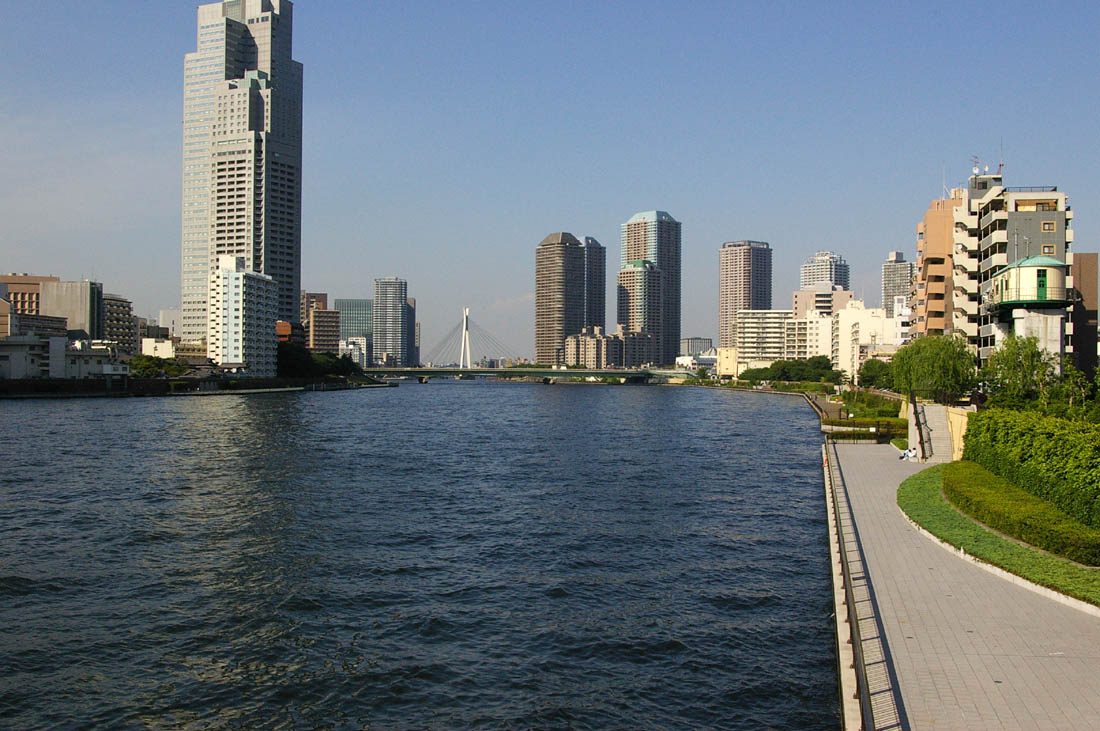
勝鬨橋から北側の眺め

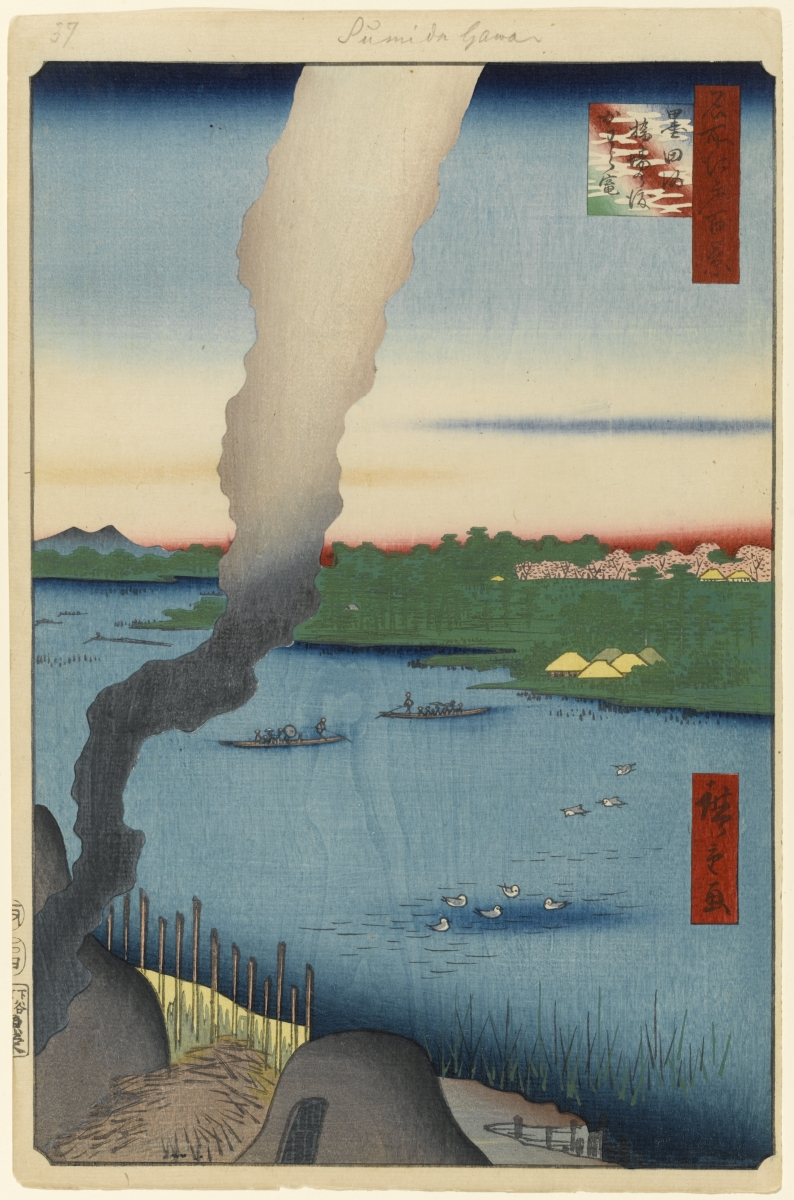
歌川広重

隅田川（すみだがわ）は、東京都北区の岩淵水門から東京湾に注ぐ全長23.5キロメートルの一級河川、荒川放水路が荒川と改名される以前の荒川の本流である。途中で新河岸川・石神井川・神田川・日本橋川などの支流河川と合流する。古くは墨田川、角田川とも書いた。

## 流域の自治体
埼玉県
川口市
東京都
北区、足立区、荒川区、墨田区、台東区、江東区、中央区

## 歴史
当川の河道は、古代より旧入間川が東京湾へ注ぐ下流部だったが、江戸時代に瀬替えの結果、荒川の本流が流れた。
明治時代に現在の岩淵水門の地点より下流へ荒川放水路を東京湾まで開削した。1964年の河川法改正により、この放水路を荒川の本流と定めた。それに合わせて、以前の河道（岩淵水門から下流）は隅田川と定めた。

### 古代・中世
古代に、隅田川は、旧利根川と旧入間川とが現在の足立区千住曙町付近で一川へ合流し南流して東京湾へ注ぐ河道を指した。その西岸に沿って南の浅草・鳥越まで3キロメートル続く細長い微高地が形成された（標高10メートル以下の丘も点在し、古墳時代に古墳が作られた）。
一川への合流点より下流へ1キロメートルの間（現在の水神大橋から白鬚橋まで）の東岸は隅田（墨田、須田）と呼ばれた。
合流点から2キロメートル下った墨田区向島5丁目北端付近より下流は砂州が散在する河口への分流地帯だった。東京湾へ注ぐ当時の主要河口河道は、この地点から分岐した二つがあり、南西の浅草（浅草湊）方向へ向かう現在の河道とは別に、横十間川の方向へ南東へ2キロメートル流れる河道があり、現在の横川・柳島（墨田区）と亀戸（江東区）との間付近で東京湾へ注いだ。ただし、後者の河口河道は次第に土砂の堆積で河勢が弱まった。
なお隅田川（および旧利根川）は後者の河口河道に至るまで武蔵国（豊島郡）と下総国（葛飾郡）との当初の国境だった。
また南北2キロメートルの合流区間は両国間の交通接点として重要で、771年以降は武蔵国・下総国を経て常陸国へ至る東海道が通り隅田川を渡船で東岸の隅田へ渡った。835年（承和2年）の太政官符に「住田河」として記されており、「宮戸川」などとも呼称されていた。
その後も、合流区間もしくは分流地帯の渡河は、武蔵国・相模国と下総国・常陸国とを繋ぐ（さらには平安時代まではさらに奥州へ赴く）重要交通路だった。例えば更級日記によれば菅原孝標一行が都への帰任の際に渡河し武蔵国へ入っている（寛仁4年〈1020年〉9月）。また鎌倉時代中期の「とはずがたり」（後深草院二条）によれば、隅田川に橋がかかっており、現地の人は隅田川を「須田川」と呼んでいたとある（正応3年、1290年）。
軍勢が通過した例は、前九年の役で奥州へ向かう源頼義、義家が通過した。治承・寿永の乱で鎌倉へ向かう源頼朝が通過し武蔵国へ入った。
中世以前の河口付近の河道
徳川家康入府以前、首都高速6号向島線向島入口付近からは、現在の鳩の街通り商店街と地蔵坂通り商店街を土手とする（それぞれかつては鷭土手、鶴土手と呼ばれた。）分流が流れ、現曳舟駅付近を経由して、その先押上付近までにさらに3手に分かれ、大横川、横十間川、北十間川にほぼ添う形の河川があったとされている。これらの河川と宮戸川・浅草川とも呼ばれた現在の隅田川下流のいずれが本流にあたるのかは現在判明しておらず、また『北条氏所領役帳』に見られる江戸地域と葛西地域の区分は、現在の隅田川ではなく分流のいずれかが境界線になる。

### 江戸時代
江戸時代に入ると、吾妻橋周辺より下流は大川（）とも呼ばれた。1629年（寛永6年）に荒川を入間川に付け替える瀬替えにより隅田川の河道は荒川の本流となった。またこの頃に現在の河口への河道へほぼ一本化され、その西岸（浅草、蔵前など）に大規模な河岸が整備され、江戸を支える舟運の重要地となった。横十間川の方向へ向かう流れへの分岐には牛嶋堤が築かれ最終的に締め切られた。
浅草茅町河岸、新柳河岸、元柳河岸、浜町河岸、尾上河岸、稲荷河岸、湊河岸、船松河岸などがあった。
神田川が瀬替えされ（本郷台地末端を開削）、東へ向かい隅田川へ合流するようになった（両国橋付近）。不忍池から流出する流れも、忍川と呼ばれ隅田川へ注ぐこととなった（鳥越の付近）。

### 明治以降
明治末期から昭和初期にかけて、洪水を防ぐために岩淵水門から河口までの荒川放水路が開削され、昭和40年3月24日に施行された河川法によって荒川放水路が荒川の本流となり、分岐点である岩淵水門より下流の以前からの河道は「隅田川」に改称された。
徐々に水質汚染が進み、1916年（大正5年）頃にはシラウオが姿を消した。1917年（大正6年）3月には河口付近の改良工事が完成。500トン前後の小型汽船の航行が可能となった。
関東大震災や東日本大震災などでは、地震や津波の影響で隅田川が逆流したとの記録もある。
古隅田川
隅田川の上流の古利根川の古い河道の一部はその後古利根川の本流が流れなくなったが、現在、古隅田川と呼ばれる二つの河川として河道が残っている。
1. 埼玉県さいたま市岩槻区南平野で元荒川から分かれ春日部市梅田で古利根川に合流する河川
2. 東京都葛飾区亀有付近で中川から西へ分かれ葛飾区小菅で綾瀬川に合流する河川[注釈 20]

## 隅田川派川
隅田川派川（）は分流であり、永代橋の下流で分岐して、相生橋の下流で晴海運河に注ぐまでの0.9キロメートルをいう。

## 橋梁
江戸期において防備上の視点から架橋が制限されたこともあり、明治期ごろまでは多くの渡しによって両岸が結ばれていたが、交通量の増加に伴い次第に木橋などで架橋が進んだ。大正期の関東大震災でその多くが被害を受けたために、国の予算による震災復興事業として鋼橋に架け替えられた。政府は東京復興のシンボルとして隅田川の架橋を全体的な構想の下に実行し、復興事業の技術面での総帥であった帝都復興院土木局長の太田圓三の部下で同院橋梁課長だった田中豊により、統一的なデザインモチーフのもと、それぞれ異なる橋梁形式が採用された。さらに、自動車時代の幕開けとともにより多くの橋の建設が行われた。
それぞれが特徴のあるデザインとなっている（#画像参照）。なかでも、下流側に位置する永代橋と清洲橋が震災復興時に架け替えられたときは、永代橋を上に張り出すアーチ橋とし、清洲橋を吊橋形式にして際だった対比性を持たせ、構造技術面と環境デザイン面を両立させることに成功を収めている。近年では災害対策連絡橋を主とした橋や遊歩道的な歩行者専用橋なども架けられ、よりバリエーションが豊かになっている。徒歩で渡れるのは26橋で、上流から下流まで歩くと6時間ほどを要するとされる。

### 橋梁一覧
歩行者通行
○ - 可能
× - 一般不可
◆ - 歩行者専用
|                | 橋梁名                          | 路線名                                                        | 自治体 （区 - 区） | 構造形式                                                        | 備考                                                                            |
| -------------- | ------------------------------- | ------------------------------------------------------------- | ------------------ | --------------------------------------------------------------- | ------------------------------------------------------------------------------- |
| 荒川より分岐   |                                 |                                                               |                    |                                                                 |                                                                                 |
| 新河岸川合流   |                                 |                                                               |                    |                                                                 |                                                                                 |
| ○              | 新神谷橋                        | 東京都道318号環状七号線（環七通り）                           | 北 - 足立          | 鋼3径間ゲルバー鈑桁                                             |                                                                                 |
| ○              | 新田橋                          | 北区道北1269号                                                | 北 - 足立          | 鋼5径間単純鈑桁                                                 |                                                                                 |
| ○              | 新豊橋                          | 足立区道新田154号                                             | 北 - 足立          | 鋼単純箱桁・アーチ複合橋                                        | 土木学会田中賞、土木学会デザイン賞最優秀賞                                      |
| ○              | 豊島橋                          | 東京都道501号王子金町市川線                                   | 北 - 足立          | 鋼下路ローゼ                                                    |                                                                                 |
| ×              | 首都高速中央環状線橋梁          | 東京都道首都高速板橋足立線（首都高速中央環状線）              | 北 - 足立          | 鋼ダブルデッキ連続トラス                                        |                                                                                 |
| 石神井川合流   |                                 |                                                               |                    |                                                                 |                                                                                 |
| ○              | 小台橋                          | 東京都道458号白山小台線（小台通り）                           | 荒川 - 足立        | 鋼ニールセンローゼ                                              |                                                                                 |
| ○              | 尾久橋                          | 東京都道58号台東川口線（尾久橋通り）                          | 荒川 - 足立        | 鋼3径間連続箱桁                                                 |                                                                                 |
| ×              | 隅田川橋梁                      | 日暮里・舎人ライナー                                          | 荒川 - 足立        | 鋼3径間連続箱桁                                                 |                                                                                 |
| ○              | 尾竹橋                          | 東京都道313号上野尾竹橋線（尾竹橋通り）                       | 荒川 - 足立        | 鋼3径間連続ローゼ桁                                             |                                                                                 |
| ×              | 上水千住水管橋                  |                                                               | 荒川 - 足立        |                                                                 | 東京都水道局の上水管。老朽化と耐震性問題により2013年5月に撤去。                 |
| ×              | 隅田川橋梁                      | 本線                                                          | 荒川 - 足立        | 鋼2径間単純下路ワーレントラス                                   |                                                                                 |
| ×              | 東京電力送電橋                  |                                                               | 荒川 - 足立        |                                                                 | 東京電力パワーグリッドの送電用。耐震性問題により2021年に撤去。                  |
| ×              | 千住水管橋                      |                                                               | 荒川 - 足立        |                                                                 | 東京都水道局の工業用水管                                                        |
| ○              | 千住大橋                        | 国道4号（日光街道）                                           | 荒川 - 足立        | 鋼タイドアーチ橋（旧橋） 鋼3径間連続箱桁（新橋）                | 日本百名橋                                                                      |
| ×              | 隅田川橋梁                      | 常磐線（常磐快速線）                                          | 荒川 - 足立        | 鋼下路単純ワーレントラス                                        |                                                                                 |
| ×              | 隅田川橋梁                      | つくばエクスプレス                                            | 荒川 - 足立        | 鋼下路単純ワーレントラス                                        |                                                                                 |
| ×              | 隅田川橋梁                      | 日比谷線                                                      | 荒川 - 足立        | 鋼2径間下路ワーレントラス                                       | 隅田川を渡る鉄道橋では唯一の地下鉄路線である。                                  |
| ○              | 千住汐入大橋                    | 東京都道314号言問大谷田線（川の手通り）                       | 荒川 - 足立        | 鋼2径間連続箱桁                                                 |                                                                                 |
| 旧綾瀬川合流   |                                 |                                                               |                    |                                                                 |                                                                                 |
| ○              | 水神大橋                        | 東京都道461号吾妻橋伊興町線支線                               | 荒川 - 墨田        | 鋼3径間連続ニールセンローゼ桁                                   |                                                                                 |
| ○              | 白鬚橋                          | 東京都道306号王子千住夢の島線（明治通り）                     | 台東 - 墨田        | 鋼3径間ブレースドリブバランスドタイドアーチ                     |                                                                                 |
| ◆              | 桜橋                            |                                                               | 台東 - 墨田        | 鋼3径間連続X型曲線箱桁                                          | 土木学会田中賞、隅田公園歩道橋                                                  |
| ○              | 言問橋                          | 国道6号・東京都道319号環状三号線                              | 台東 - 墨田        | 鋼3径間ゲルバー鈑桁                                             |                                                                                 |
| ○              | 隅田川橋梁 すみだリバーウォーク | 東武伊勢崎線（東武スカイツリーライン）                        | 台東 - 墨田        | 鋼3径間中路ゲルバーワーレントラス                               | 東武伊勢崎線花川戸鉄道橋の別称がある 歩行者専用橋「すみだリバーウォーク」を併設 |
| 北十間川合流   |                                 |                                                               |                    |                                                                 |                                                                                 |
| ○              | 吾妻橋                          | 東京都道463号上野月島線支線（浅草通り）                       | 台東 - 墨田        | 鋼3径間上路2ヒンジソリッドリブアーチ                            |                                                                                 |
| ○              | 駒形橋                          | 東京都道463号上野月島線                                       | 台東 - 墨田        | 鋼3径間2ヒンジソリッドリブアーチ （主径間は中路、側径間は上路） | 土木学会選奨土木遺産                                                            |
| ○              | 厩橋                            | 東京都道453号本郷亀戸線（春日通り）                           | 台東 - 墨田        | 鋼3径間下路ソリッドリブタイドアーチ                             |                                                                                 |
| ○              | 蔵前橋                          | 東京都道315号御徒町小岩線（蔵前橋通り）                       | 台東 - 墨田        | 鋼3径間上路2ヒンジソリッドリブアーチ                            | 土木学会選奨土木遺産                                                            |
| ×              | 蔵前専用橋                      |                                                               | 台東 - 墨田        | 鋼3径間連続箱桁                                                 | NTT電話通信線・東京都水道局の水道管                                             |
| ×              | 隅田川橋梁                      | 総武本線（総武緩行線）                                        | 台東 - 墨田        | 鋼3径間ゲルバー下路ランガー                                     |                                                                                 |
| 神田川合流     |                                 |                                                               |                    |                                                                 |                                                                                 |
| ○              | 両国橋                          | 国道14号（京葉道路）                                          | 中央 - 墨田        | 鋼3径間ゲルバー鈑桁                                             |                                                                                 |
| 竪川合流       |                                 |                                                               |                    |                                                                 |                                                                                 |
| ×              | 両国大橋                        | 両国ジャンクション                                            | 中央 - 墨田        | 鋼3径間連続箱桁                                                 | 土木学会田中賞 首都高速6号向島線・7号小松川線用の橋梁                           |
| ○              | 新大橋                          | 東京都道50号東京市川線（新大橋通り）                          | 中央 - 江東        | 鋼2径間連続斜張橋                                               |                                                                                 |
| 小名木川合流   |                                 |                                                               |                    |                                                                 |                                                                                 |
| ○              | 清洲橋                          | 東京都道474号浜町北砂町線（清洲橋通り）                       | 中央 - 江東        | 鋼3径間自碇式チェーン吊橋                                       | 重要文化財、土木学会選奨土木遺産                                                |
| 仙台堀川合流   |                                 |                                                               |                    |                                                                 |                                                                                 |
| ○              | 隅田川大橋                      | 東京都道475号永代葛西橋線支線（水天宮通り） 首都高速9号深川線 | 中央 - 江東        | 鋼3径間連続ダブルデッキ箱桁                                     |                                                                                 |
| 日本橋川合流   |                                 |                                                               |                    |                                                                 |                                                                                 |
| ○              | 永代橋                          | 東京都道10号東京浦安線（永代通り）                            | 中央 - 江東        | 鋼ソリッドリブタイドアーチ                                      | 重要文化財、土木学会選奨土木遺産、日本百名橋                                    |
| 大横川合流     |                                 |                                                               |                    |                                                                 |                                                                                 |
| ○              | 中央大橋                        | 東京都道463号上野月島線支線（八重洲通り）                     | 中央 - 中央        | 鋼2径間連続鋼斜張橋                                             |                                                                                 |
| 亀島川合流     |                                 |                                                               |                    |                                                                 |                                                                                 |
| 佃川支川に分流 |                                 |                                                               |                    |                                                                 |                                                                                 |
| ○              | 佃大橋                          | 東京都道473号新富晴海線（佃大橋通り）                         | 中央 - 中央        | 鋼3径間連続箱桁                                                 |                                                                                 |
| 月島川に分流   |                                 |                                                               |                    |                                                                 |                                                                                 |
| ○              | 勝鬨橋                          | 東京都道304号日比谷豊洲埠頭東雲町線（晴海通り）               | 中央 - 中央        | 鋼3径間ソリッドリブタイドアーチ                                 | 重要文化財、可動橋                                                              |
| 新月島川に分流 |                                 |                                                               |                    |                                                                 |                                                                                 |
| ○              | 築地大橋                        | 東京都道50号東京市川線支線（環二通り）                        | 中央 - 中央        | 鋼3径間連続中路アーチ                                           | 土木学会田中賞                                                                  |
| 東京湾に至る   |                                 |                                                               |                    |                                                                 |                                                                                 |

## 隅田川を舞台・背景とした作品
※節順も含め、発表年順。

### 文学
- 伊勢物語 - 在原業平の作と伝えられる（「名にしをはば、いざ言問はむ都鳥、わが思ふ人はありやなしやと」と百合鴎を詠う）。平安時代初期。
- 更級日記 - 菅原孝標女の日記。1020年（寛仁4年）に父の赴任先の上総国府から京へ戻る途中、隅田川を渡る際の様子を描写。
- 「ことゝへど こたへぬ月の すみだ河 都の友と 見るかひもなし」（『玉葉和歌集』旅歌・1149） - 二条為子（二条派歌人・尊治親王（後醍醐天皇）妃）による和歌。江戸時代に、隅田川の歌として江戸っ子の間で著名だった（二条為子#すみだ河）。
- すみだ川 - 永井荷風の小説。1911年。
- 長命寺にある野口雨情の詩。1933年 ‐ 「都鳥さへ夜長のころは水に歌書く夢も見る」。
- 幸福号出帆 - 三島由紀夫の小説。1955年
- トランプ台上の首 - 横溝正史の推理小説。1957年
- 貸しボート十三号 - 横溝正史の推理小説。1957年

### 能・絵画
- 隅田川 (能) - 室町時代
- 隅田川絵巻（絵画） - 藤牧義夫作。1935年、失踪直前に描かれた大作。川沿いの景色をひたすら横へ横へと写しつづけ、全長は60メートルに及ぶ。

### 歌舞伎
- 隅田川花御所染（女清玄）- 文化十一年（1814年）
- 桜姫東文章 - 文化十四年（1817年）
- 都鳥廓白波（忍の惣太）- 安政元年（1854年）
- 花街模様薊色縫（十六夜清心）- 安政五年（1858年）
- 八幡祭小望月賑（縮屋新助）- 万延元年（1860年）
- 青砥稿花紅彩画（白浪五人男）- 文久二年（1862年）

### 落語
- 文七元結 - 明治二十二年（1889年）文七が吾妻橋から身を投げようとする場面がある
- 唐茄子屋政談 - 吾妻橋から身投げしようとした若旦那が叔父に助けられる
- たがや - 川開きの花火でごった返している両国橋の上が噺の舞台
- 永代橋 - 実際にあった落橋事故を題材にした粗忽噺
- おせつ徳三郎-おせつと徳三郎が大川(隅田川)へ身投げ心中を図る
- 宮戸川 - 後半部分において、宮戸川（浅草付近における隅田川の旧称）の船頭が悪役として登場する

### 音楽
- 花 (瀧廉太郎) - 1900年
- すみだ川 - 東海林太郎、1937年
- すみだ川 - 島倉千代子、1969年
- 隅田川 - 城之内早苗、2000年
- Sumidagawa - 飯塚まもる、2011年。アルバム『My Songs』収録
- すみだ川夜曲 - 石原詢子、2016年。シングル『化粧なおし』収録
- 隅田川 - 飯塚まもる、2017年。シングル『ディスタンス』収録
- のびしろ - Creepy Nuts、2021年。アルバム『Case』収録

### ドラマ
- 夢に見た日々（1989年） - 千葉真一演ずる主人公が経営する喫茶店を再建する物語で[10]、店は言問橋の川縁に在り、全編に登場する。

## 隅田川で行われたイベント・競技大会
- 早慶レガッタ（1905年 - 1961年、1978年 - ）
- ウォーターフェア・隅田川レガッタ[11]（1981年 - 2014年）
- ヘンリー・レガッタ・ジャパン[12]（1990年 - 1992年）- 東京都ボート協会主管。ヘンリー・ロイヤル・レガッタのシスター・レース。

## 生物

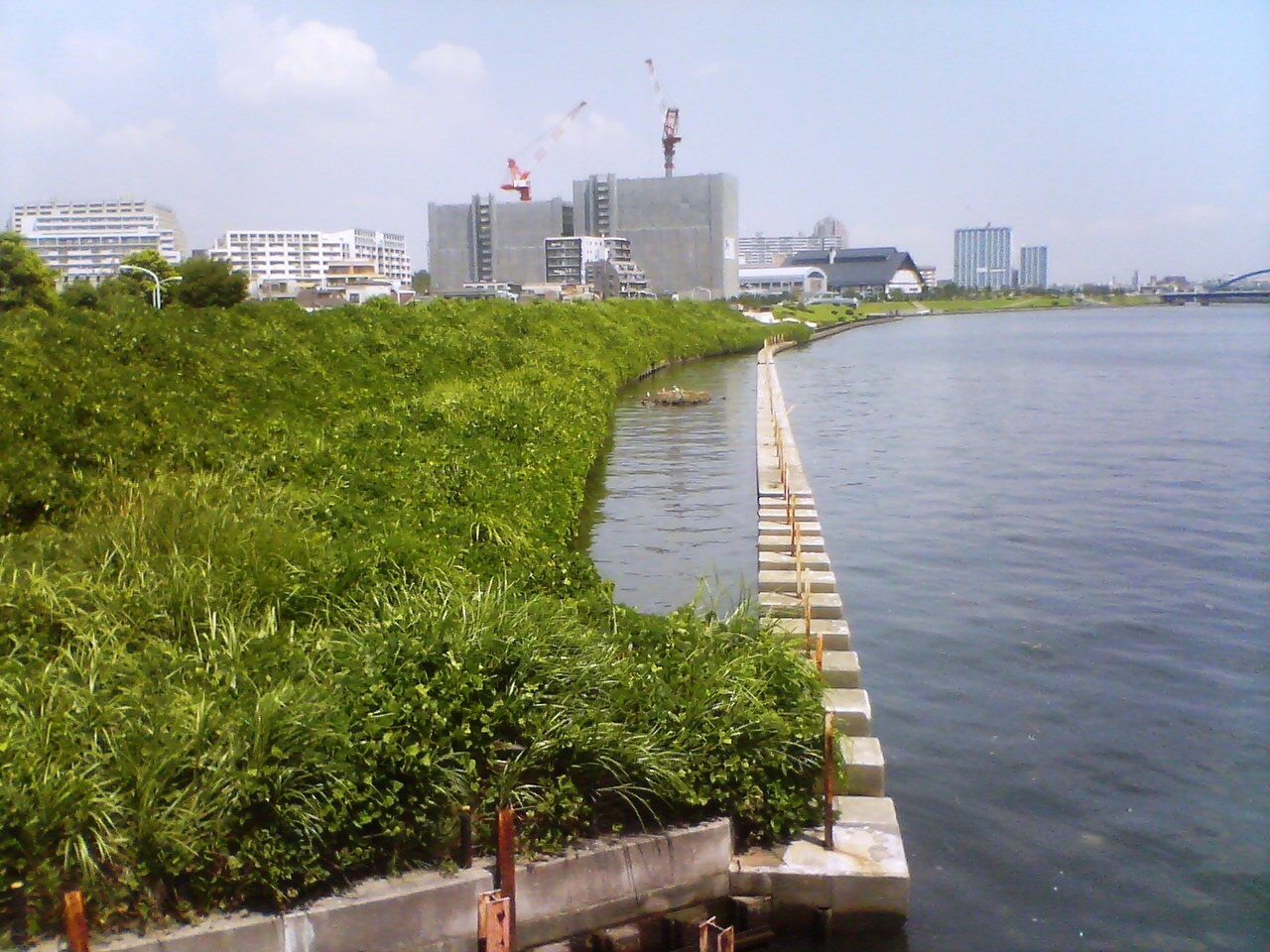
白鬚橋上流に設けられた湾処

コイやギンブナなどの淡水魚の他に、河口に近い下流部にサッパ・コノシロ・スズキ・ボラ・マハゼ・エイなどの汽水魚が生息している。また、冬になるとユリカモメが越冬のため飛来する。大正年間まではシラウオも生息していた。

吾妻橋より上流のテラス部分に水質浄化のためにアシ原が作られ、小さな干潟を形成し、クロベンケイガニや数多くの水生昆虫の生息地域となっている。また、白鬚橋上流に人工的に湾処（ワンド）が作られ、ボラ、スズキ、マハゼ、クロベンケイガニ、テナガエビが生息し、それらを餌とするコサギやカワウが飛来している。

## 画像

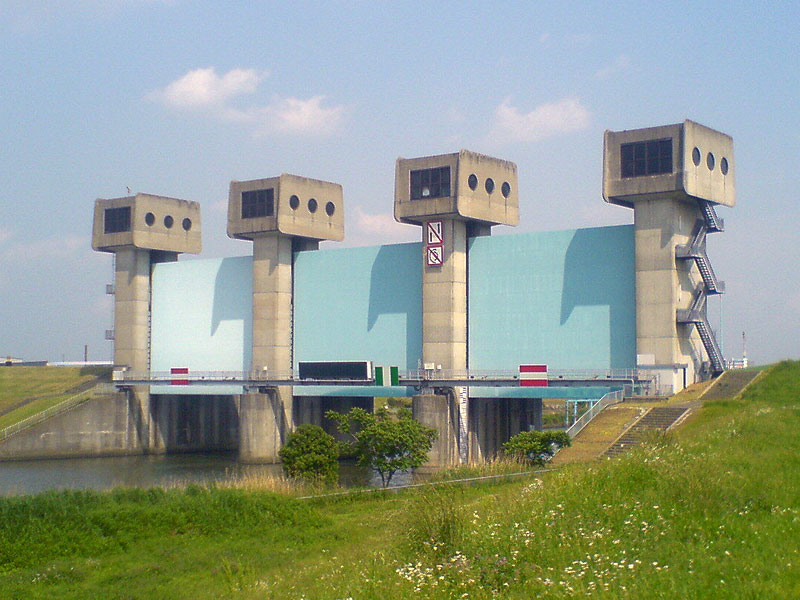
新岩淵水門（青水門）
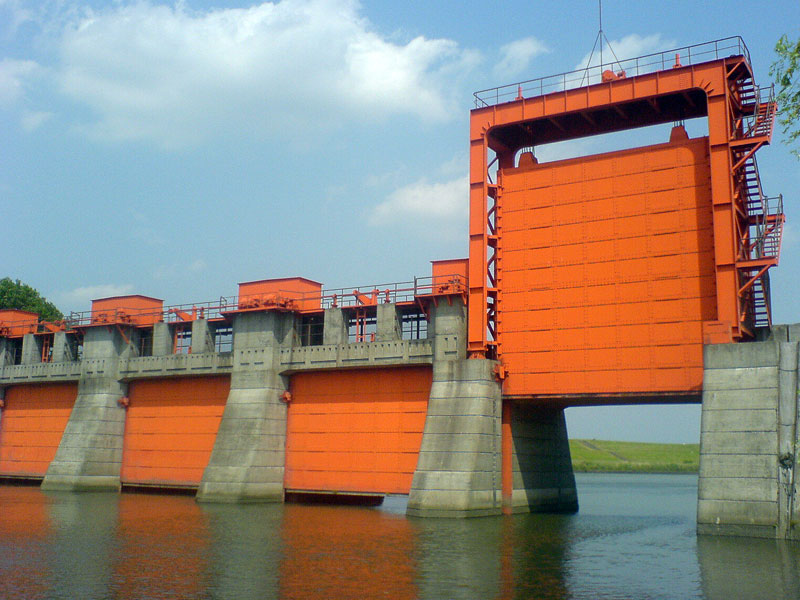
旧岩淵水門（赤水門）
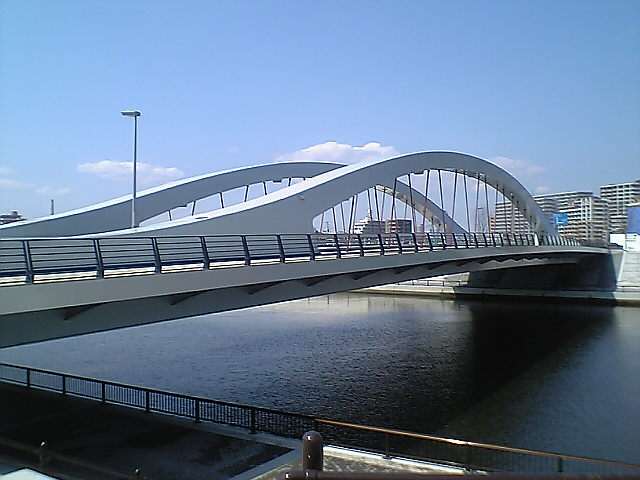
新豊橋
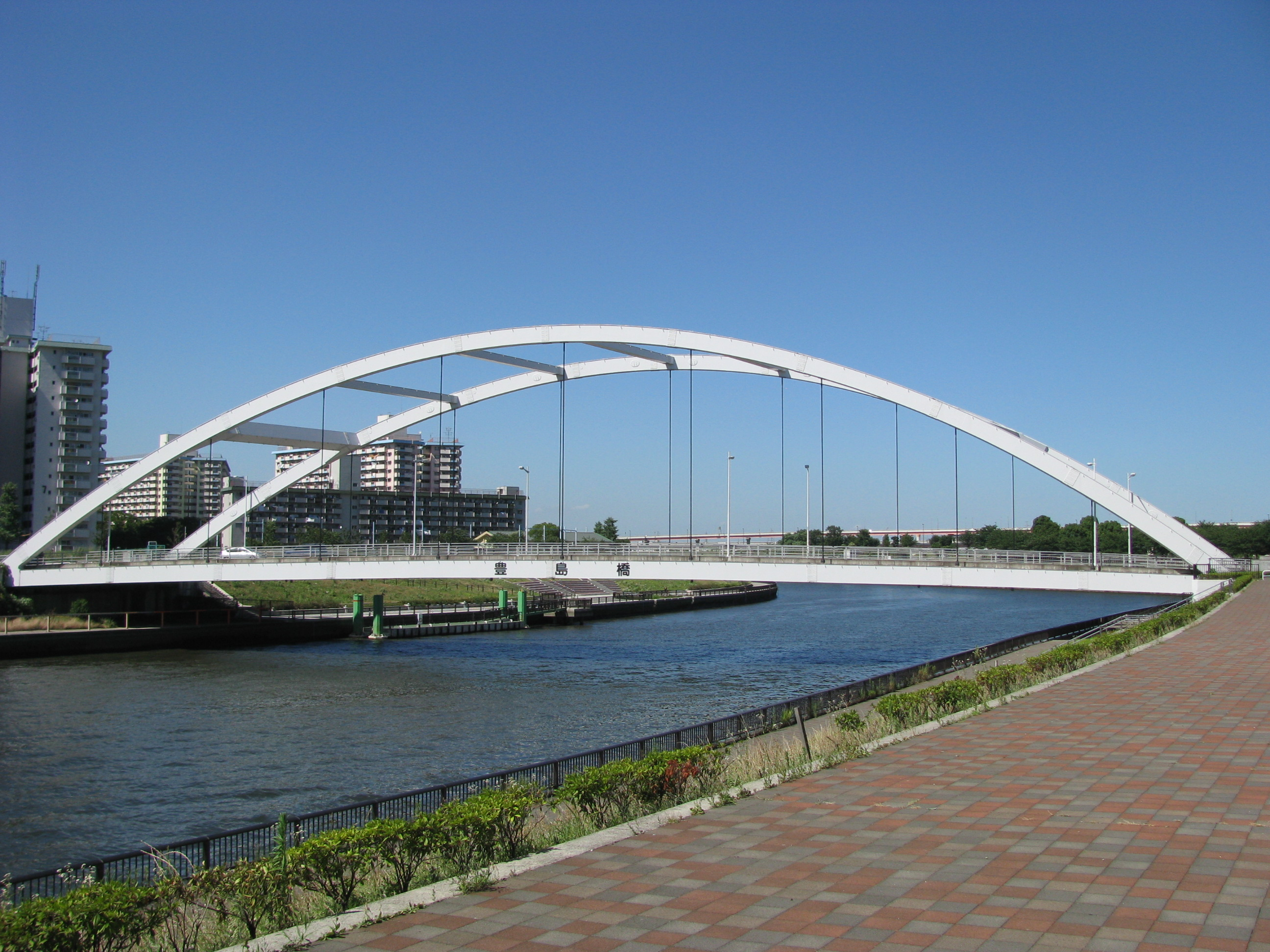
豊島橋
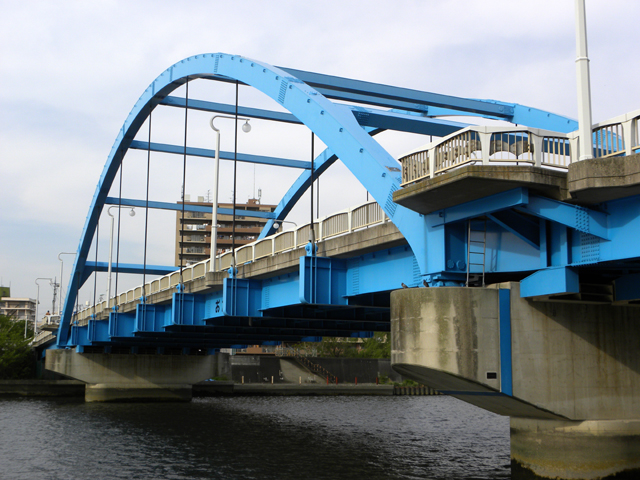
尾竹橋
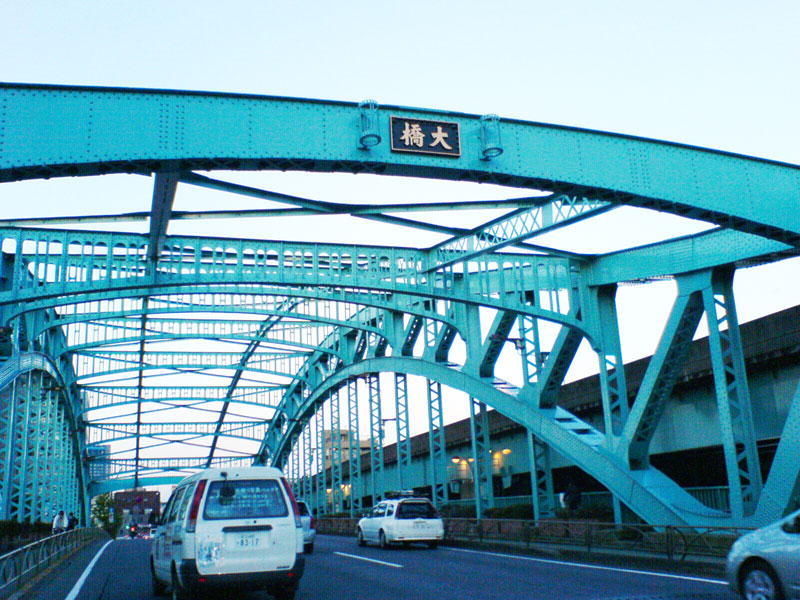
千住大橋
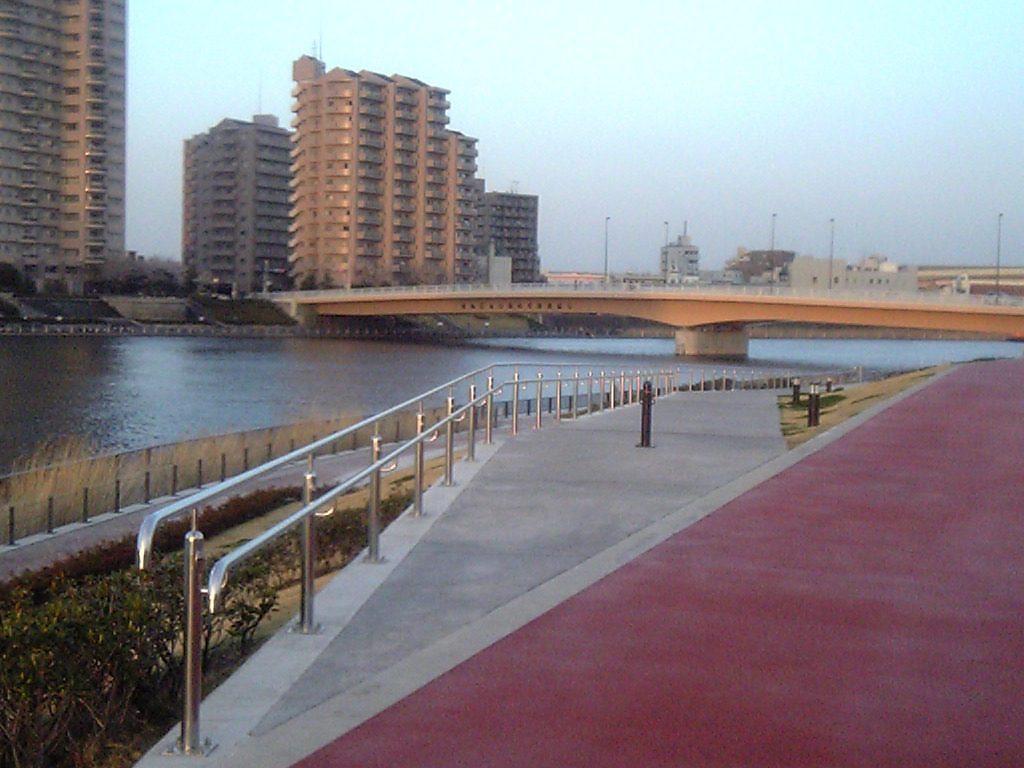
千住汐入大橋
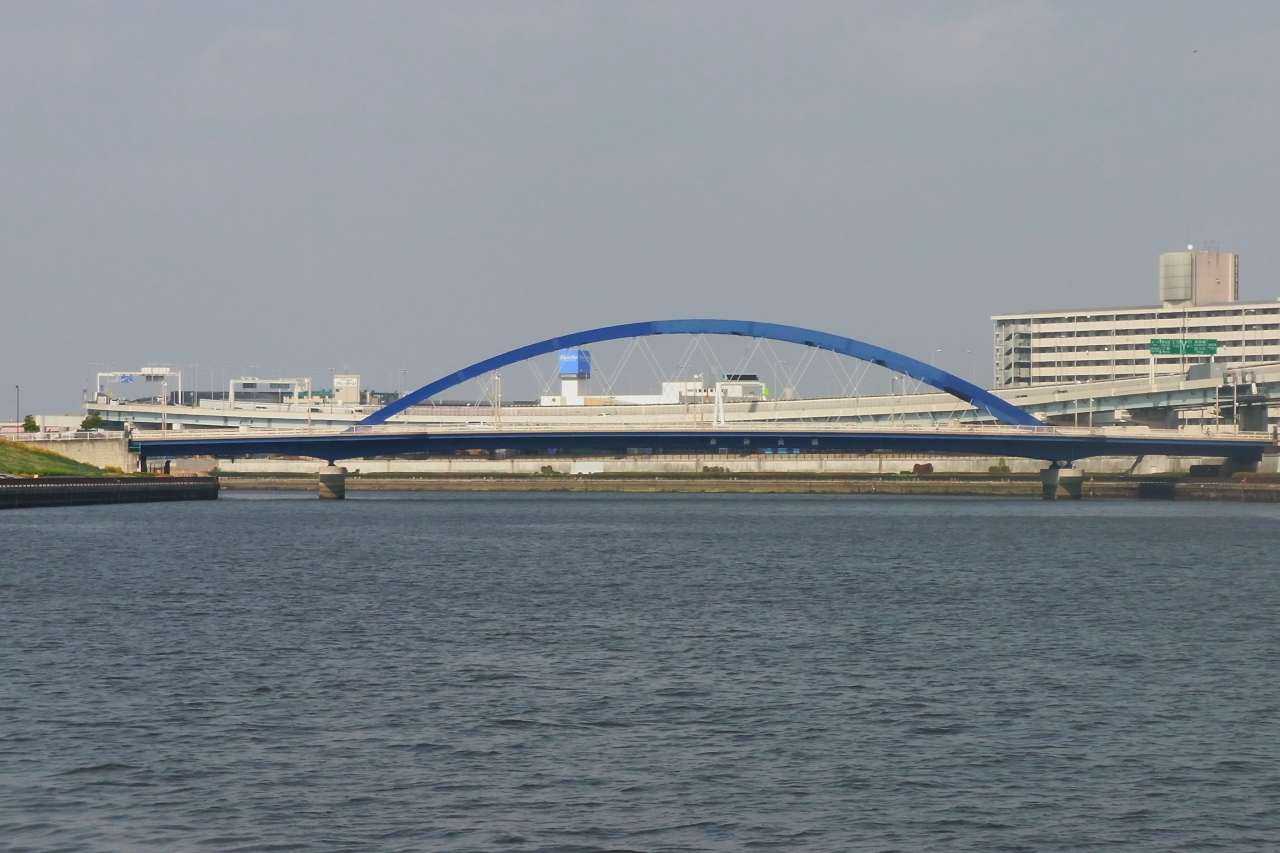
水神大橋
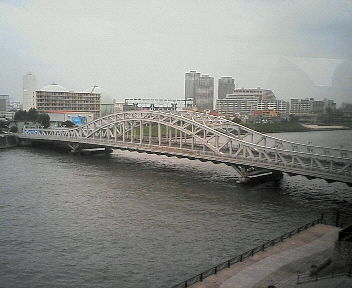
白鬚橋
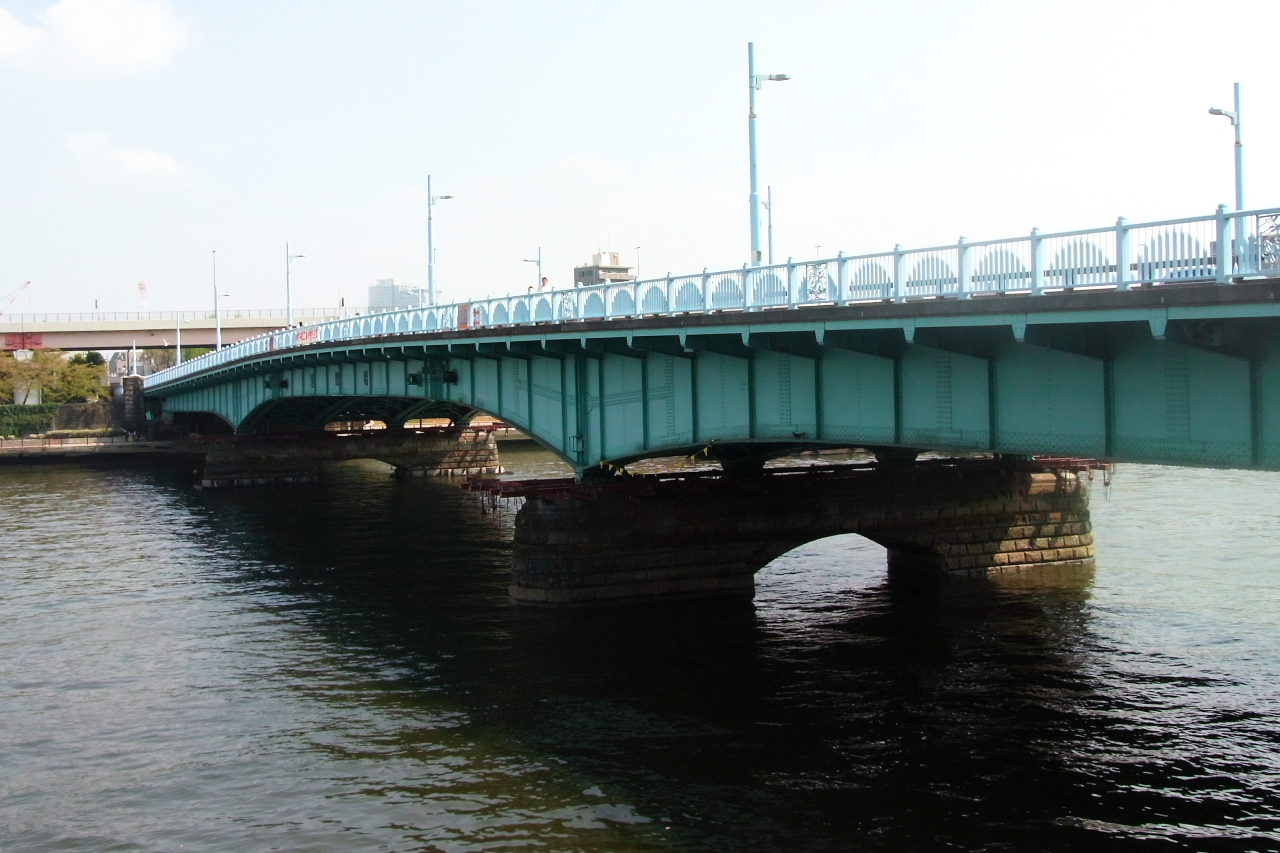
言問橋
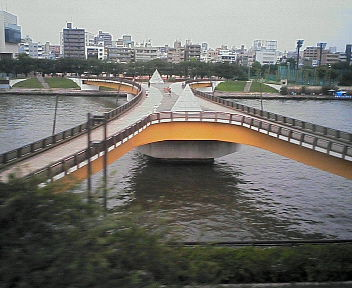
桜橋
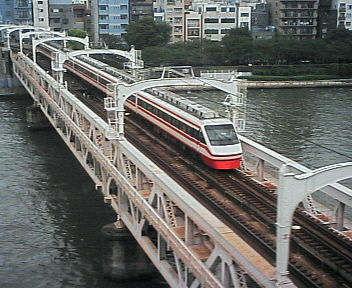
東武花川戸鉄道橋
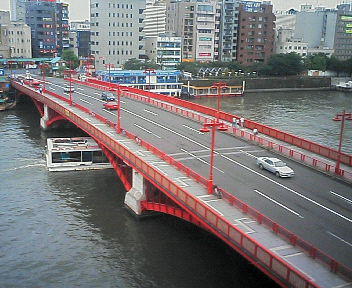
吾妻橋
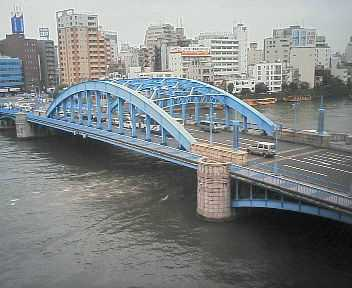
駒形橋
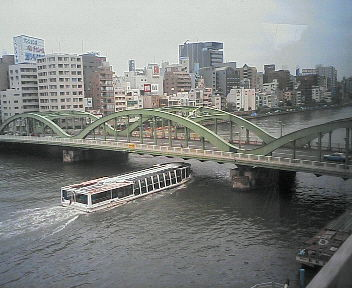
厩橋
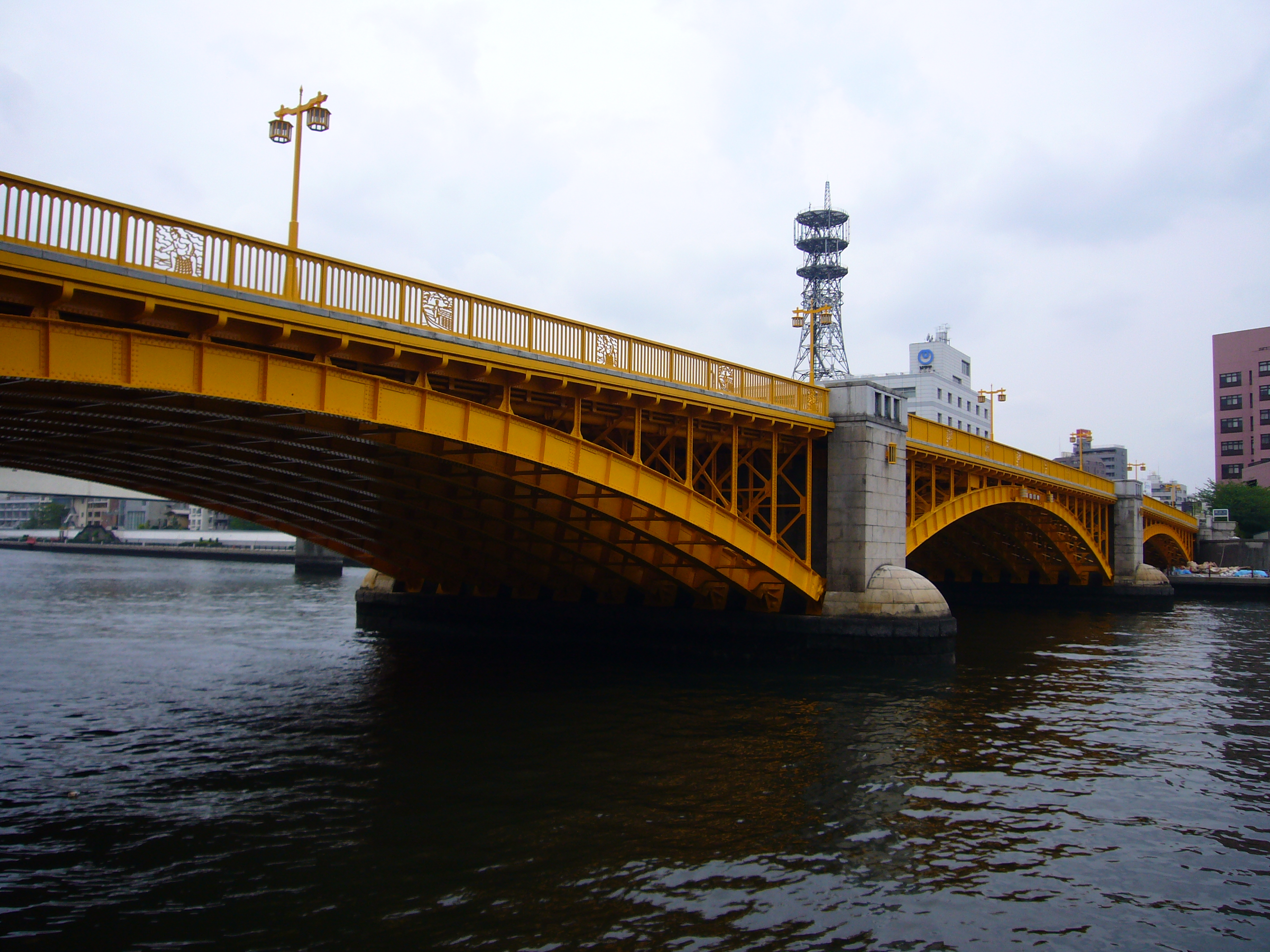
蔵前橋
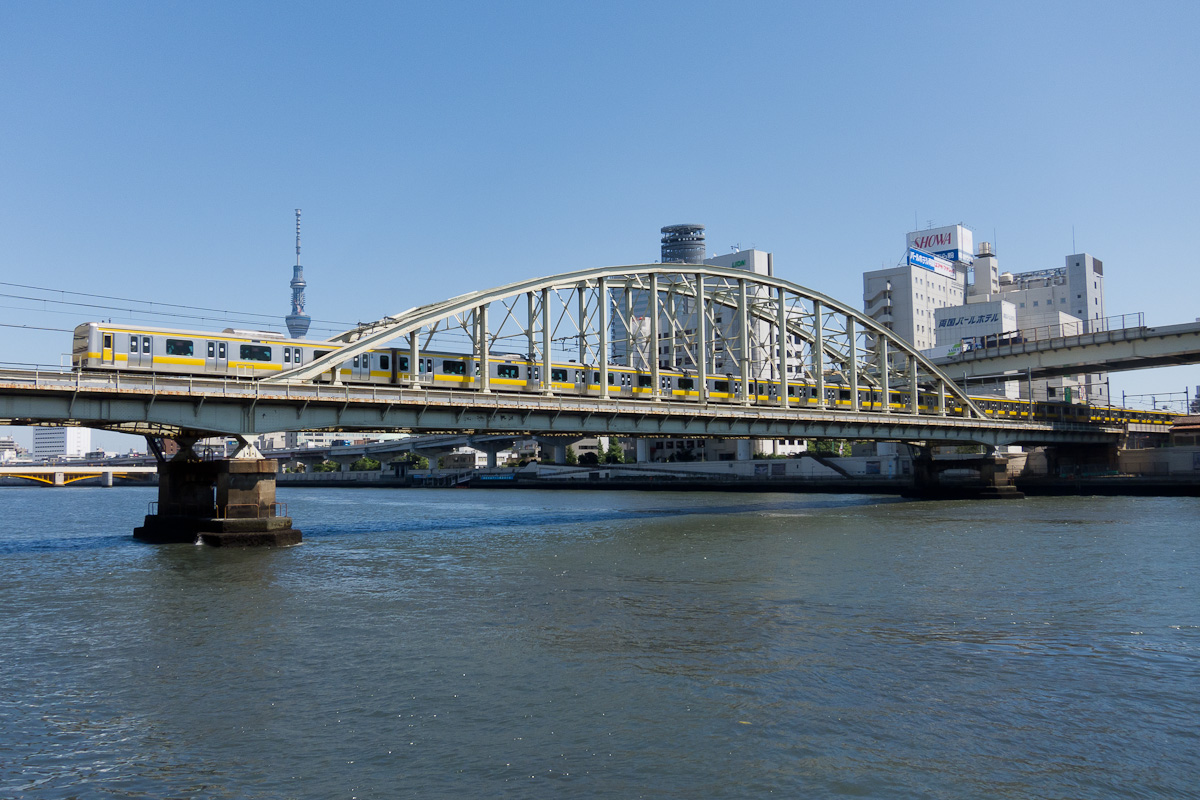
総武線隅田川橋梁
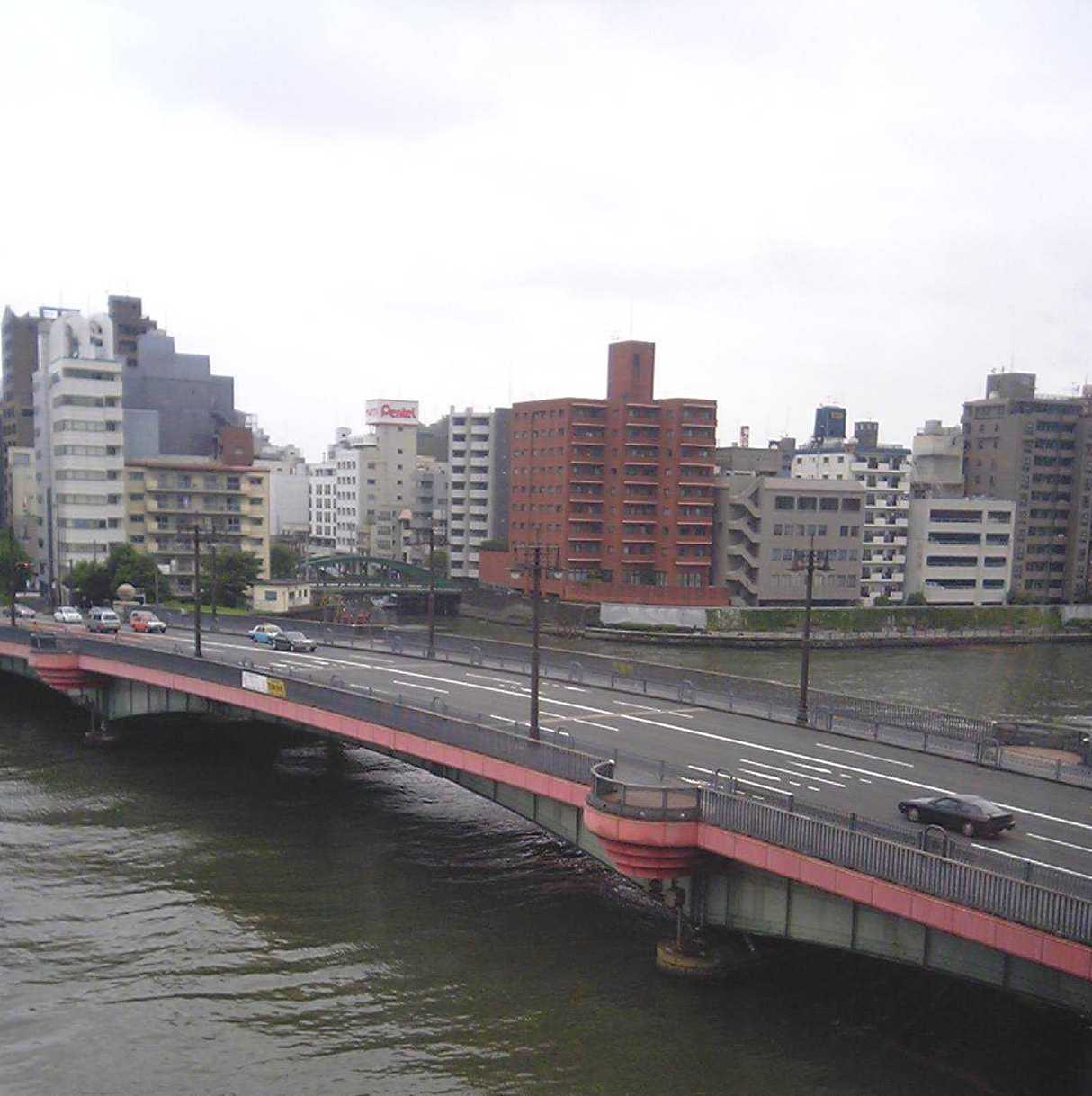
両国橋
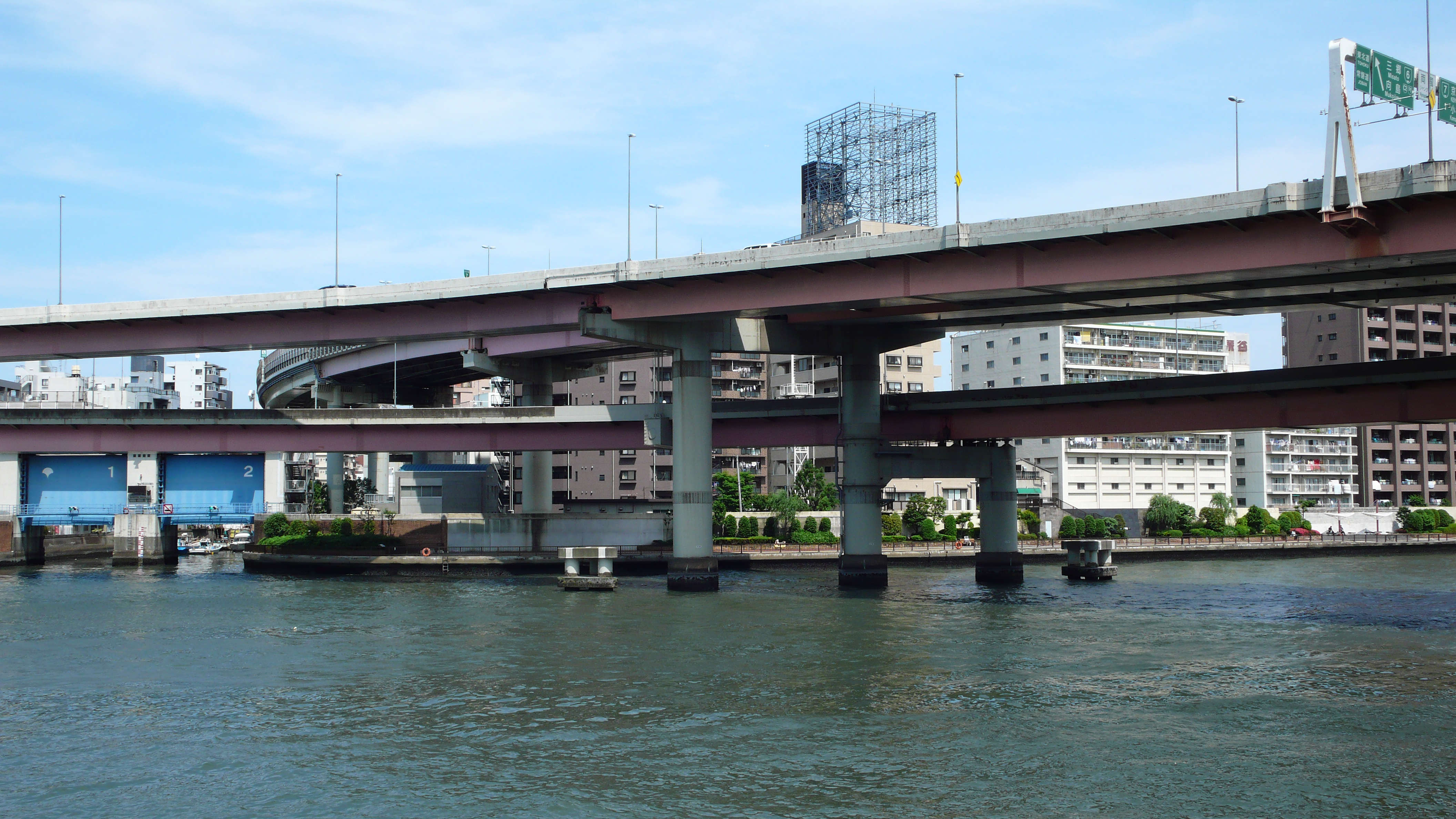
両国大橋
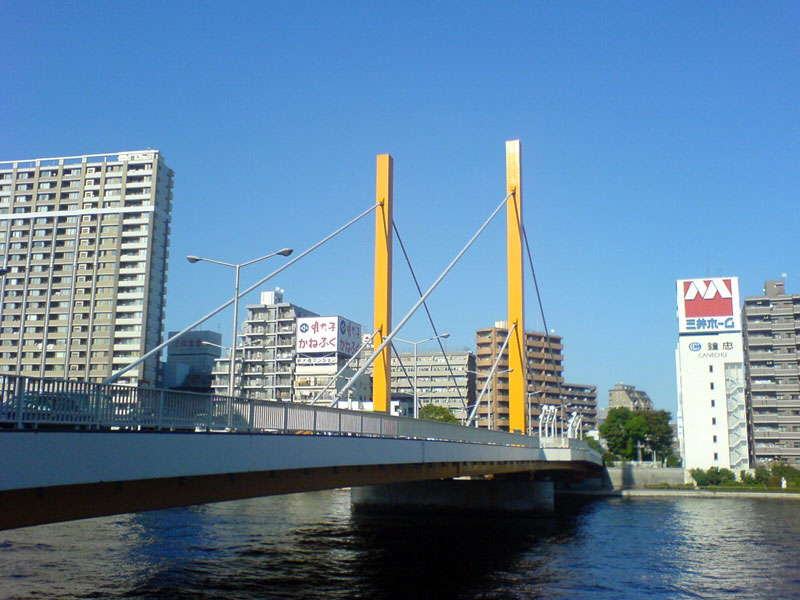
新大橋
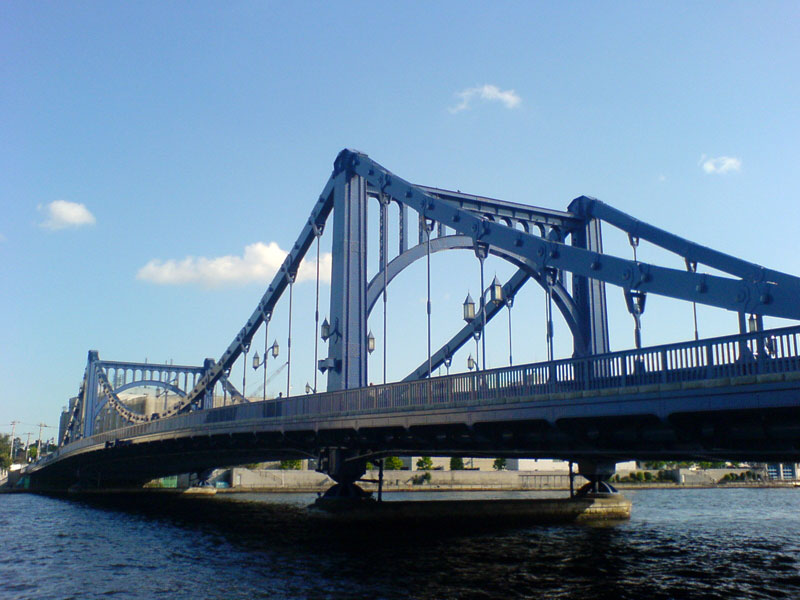
清洲橋
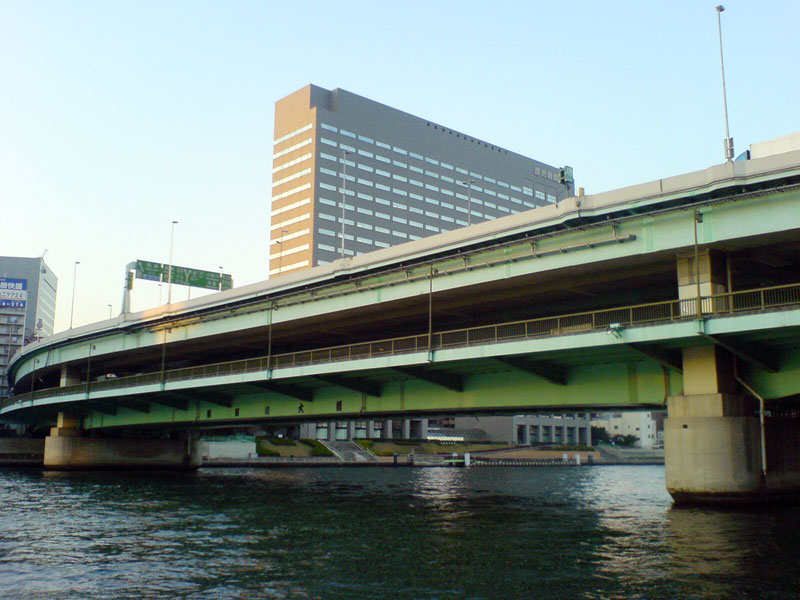
隅田川大橋
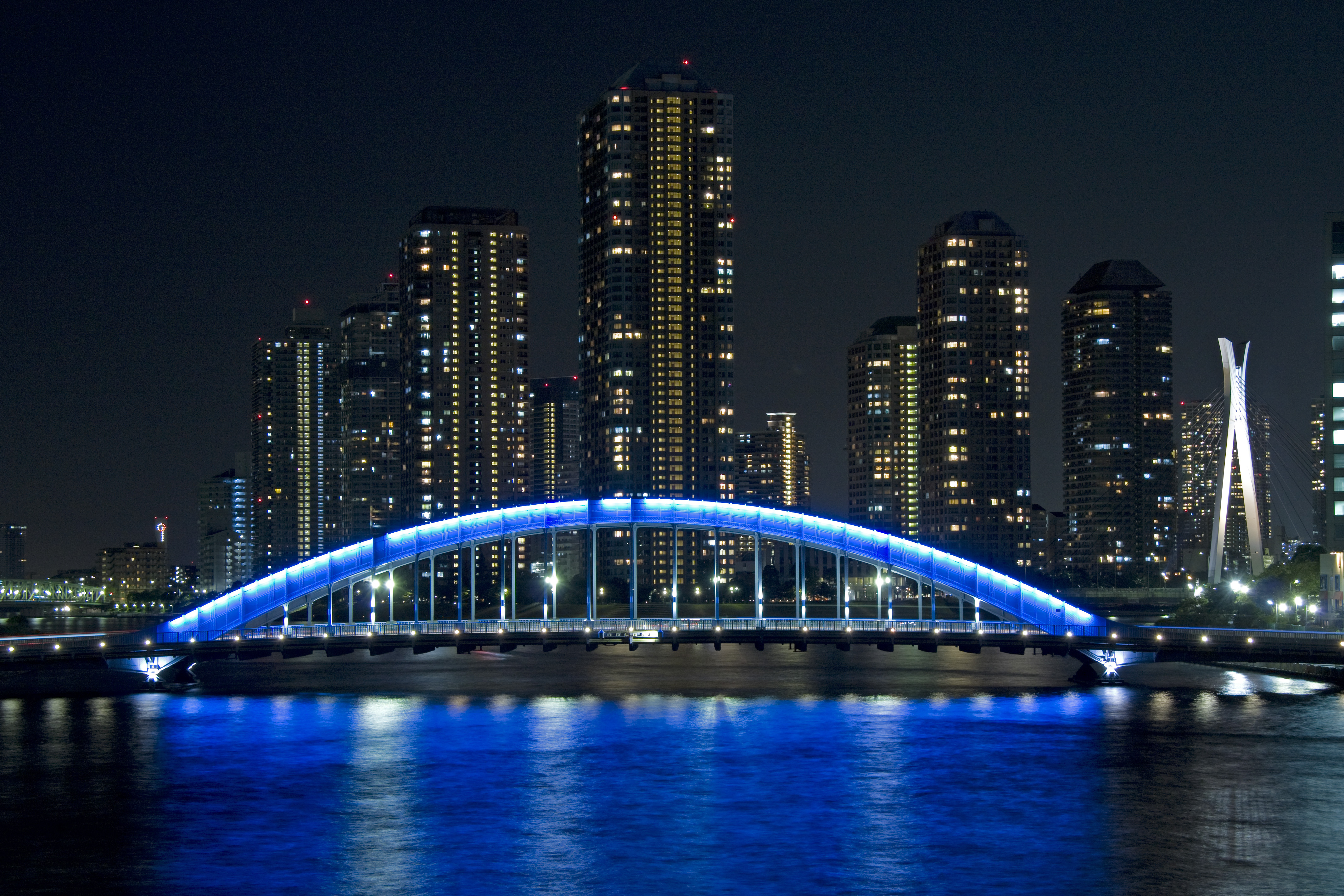
永代橋
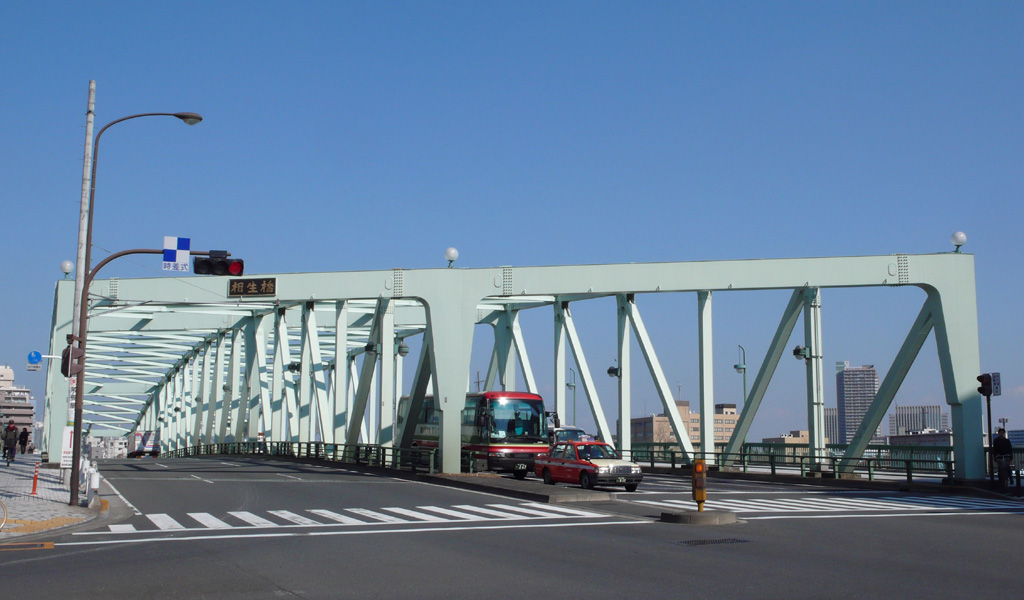
相生橋
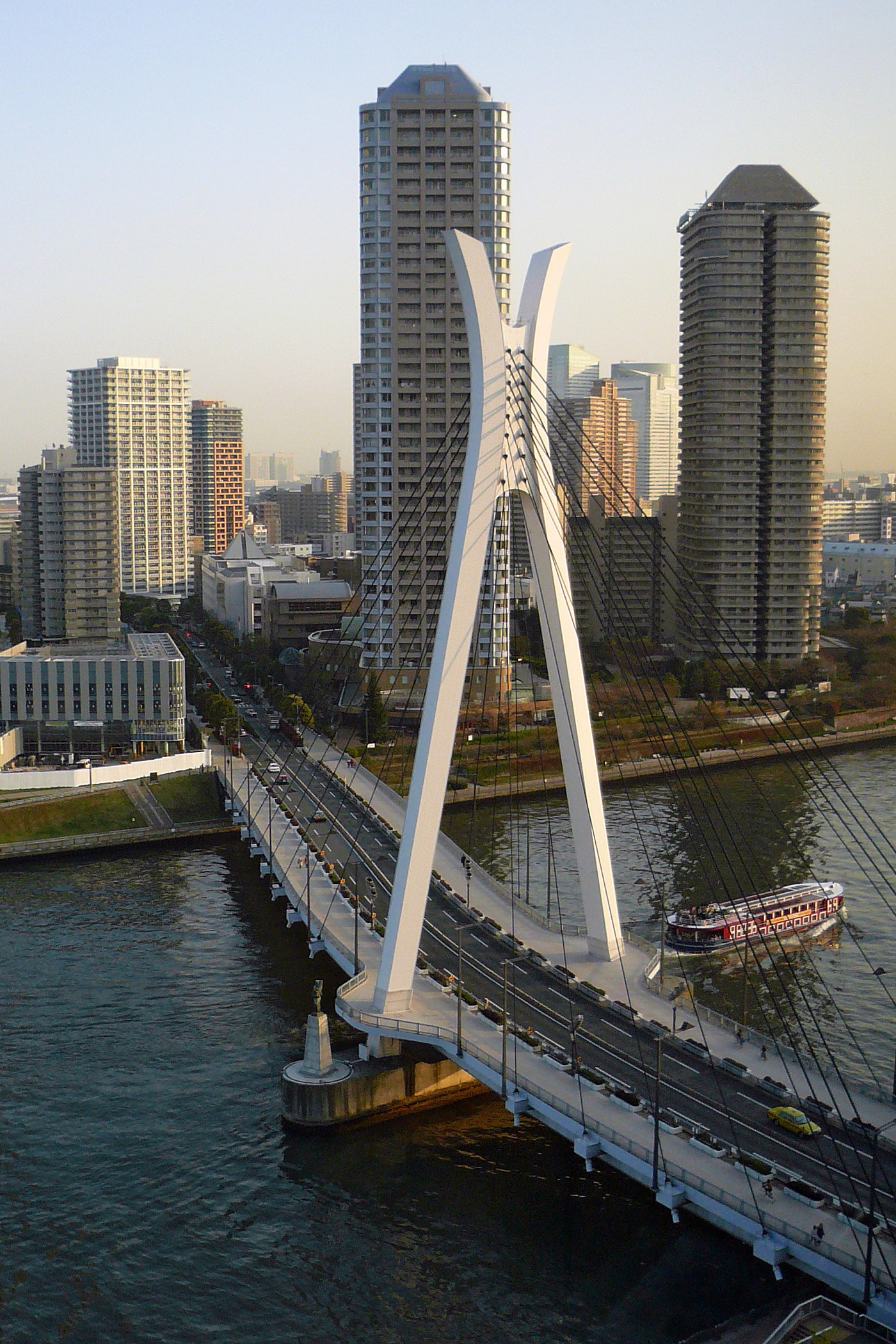
中央大橋
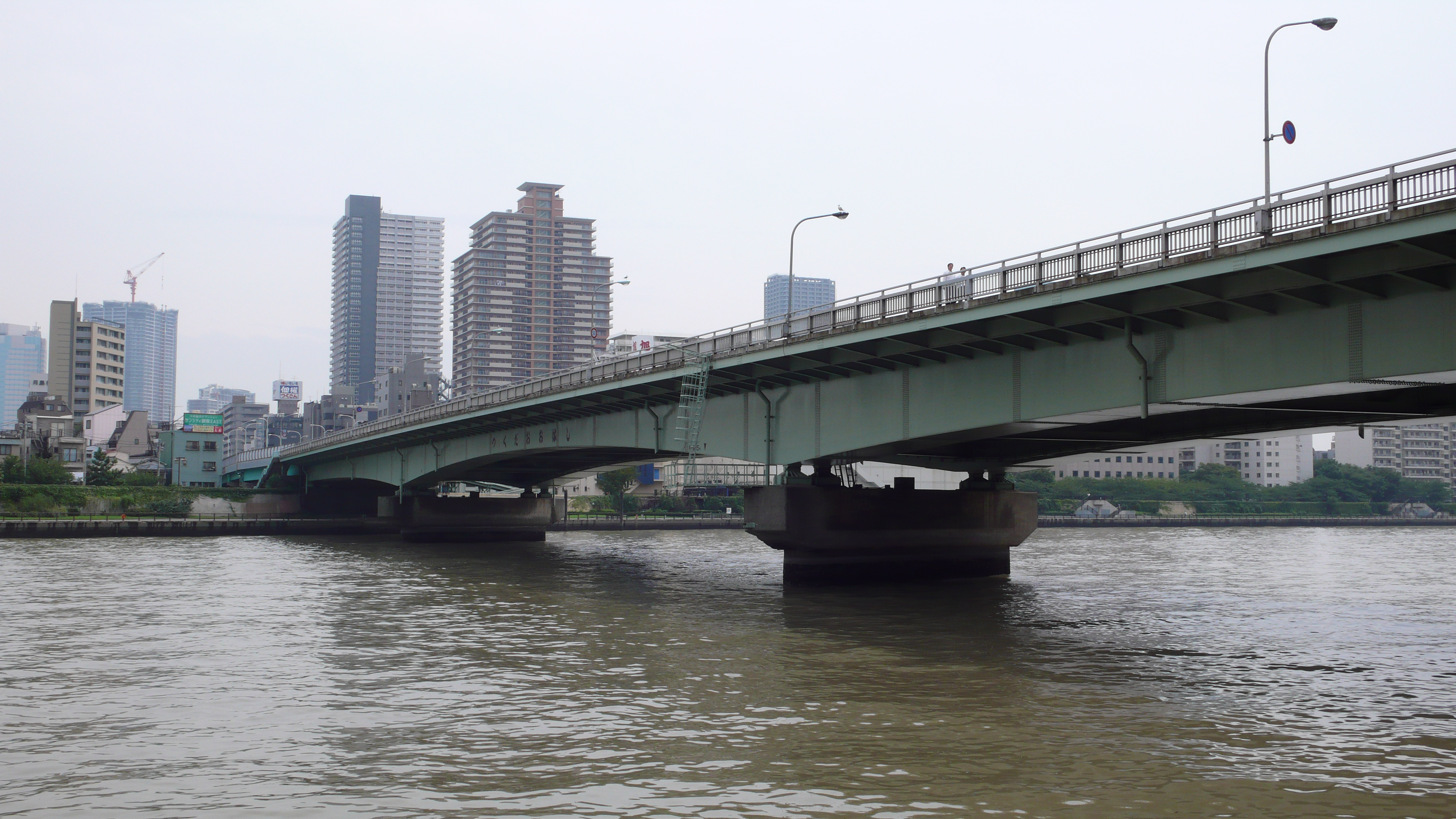
佃大橋
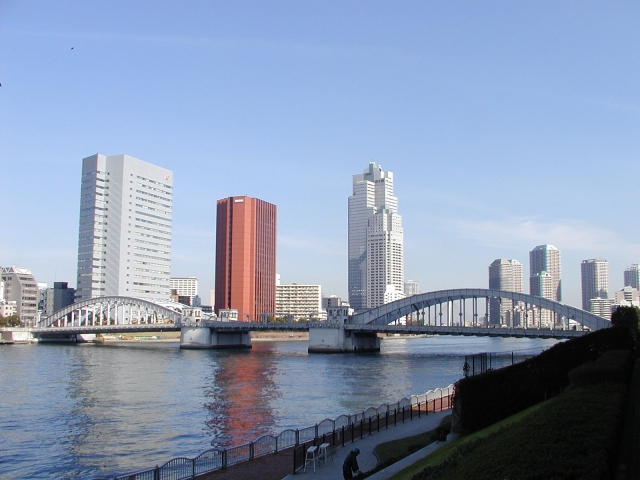
勝鬨橋
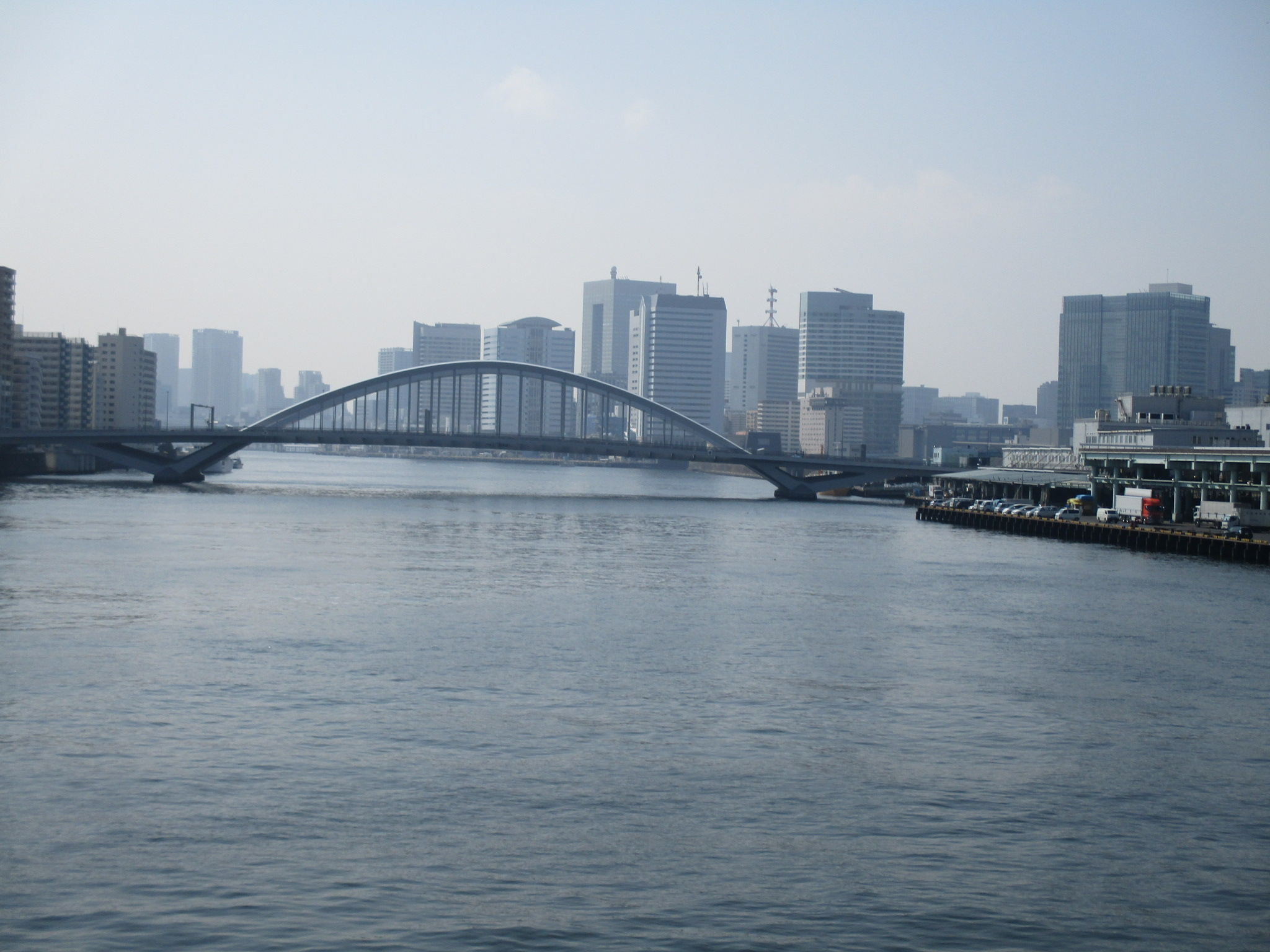
築地大橋
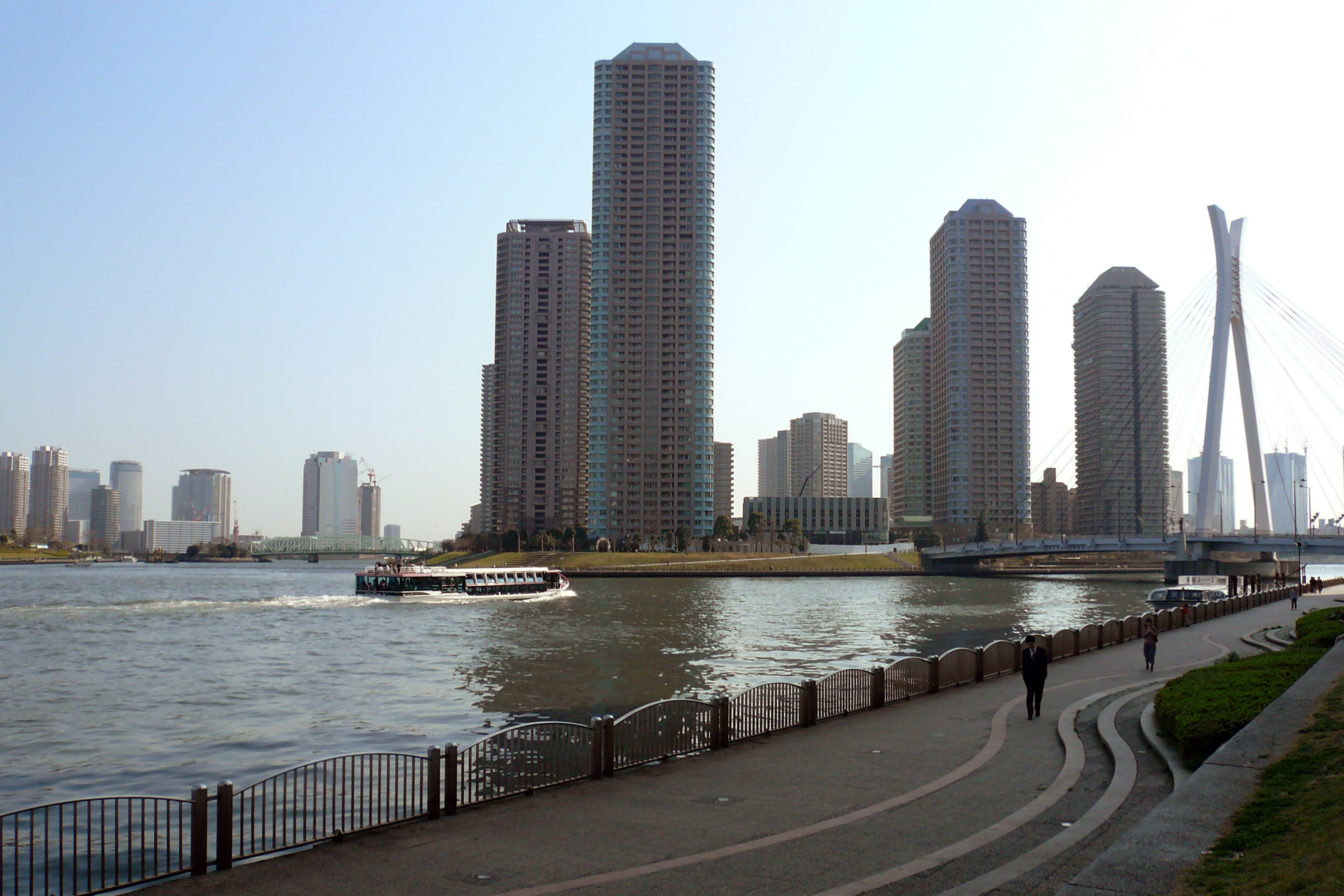
隅田川テラス（新川より）
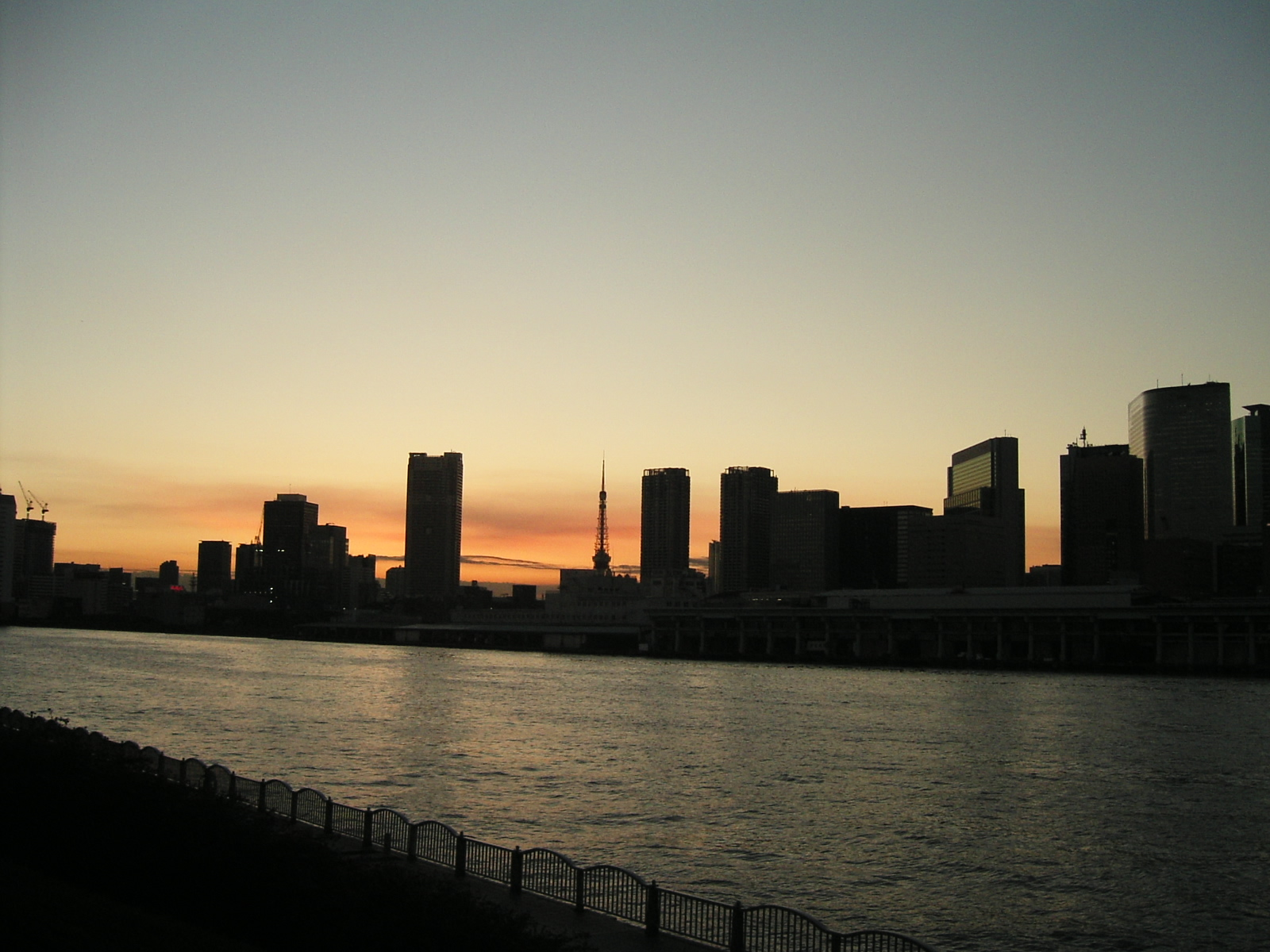
隅田川 夕景（勝鬨橋付近より）
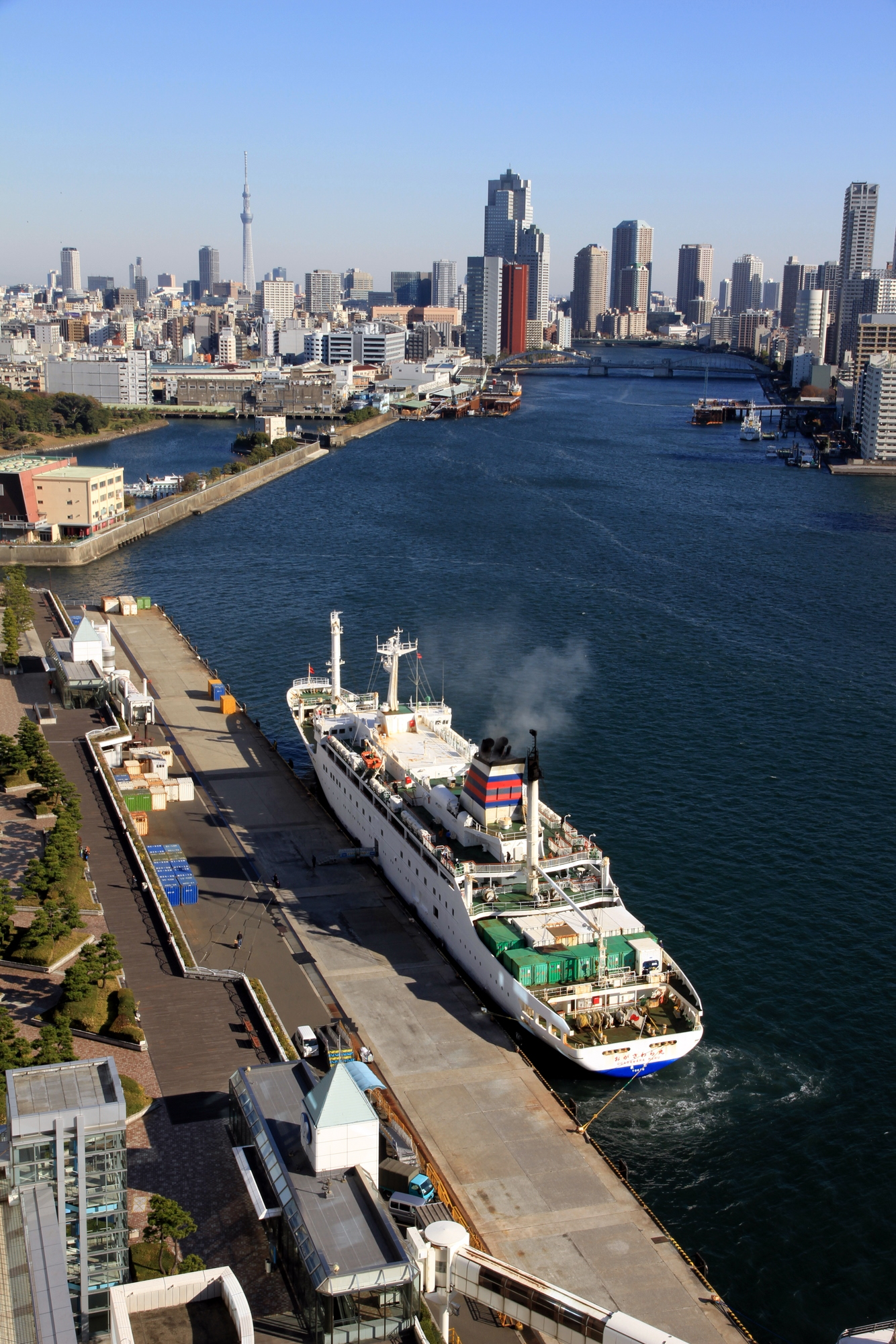
河口部と竹芝桟橋
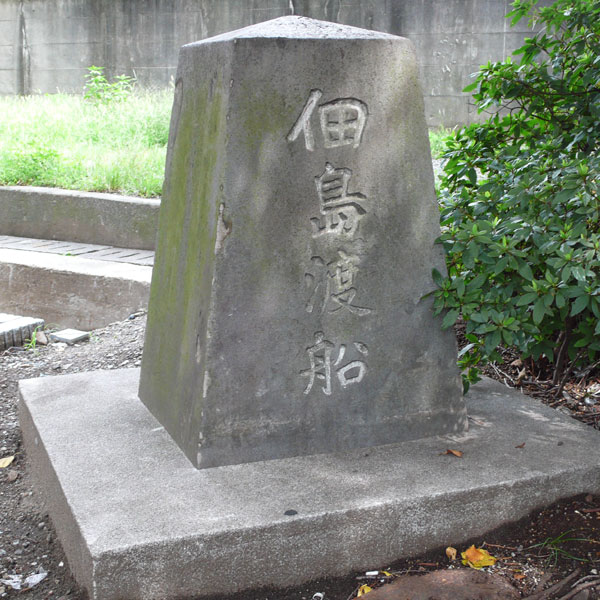
佃の渡し碑
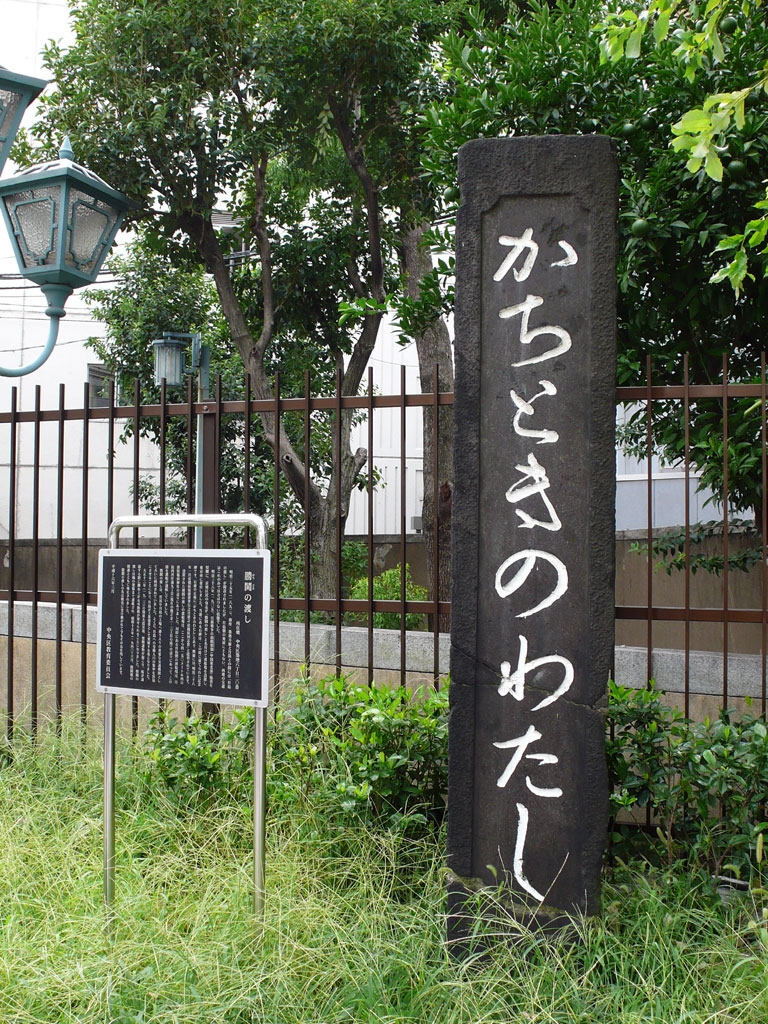
勝鬨の渡し碑
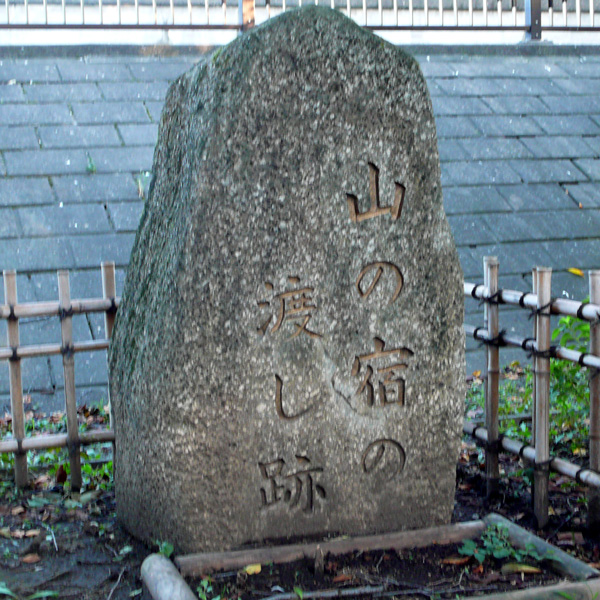
山の宿の渡し碑